# Парашютный полк (Великобритания)
Парашю́тный полк (англ. Parachute Regiment), также известный как Па́рас (англ. Paras) — элитное формирование воздушно-десантных войск Великобритании, парашютный полк Британской армии, одно из самых лучших и наиболее известных воздушно-десантных подразделений мира. Состоит из четырёх батальонов: первый батальон подчиняется директору Войск специального назначения и входит в Группу поддержки спецназа, остальные образуют парашютную составляющую 16-й десантно-штурмовой бригады. Парашютный полк — единственный полк линейной пехоты Британской армии, который никогда не объединялся с каким-либо другим воинским формированием со времён окончания Второй мировой войны.
Парашютный полк образован 22 июня 1940 года во время Второй мировой войны и в дальнейшем сформировал 17 батальонов. В Европе они вошли в состав 1-й и 6-й воздушно-десантных дивизий, а также 2-й отдельной парашютной бригады. Ещё три батальона входили в Британскую Индийскую армию и участвовали в сражениях в Индии и Бирме. Полк участвовал в шести главных воздушно-десантных наступательных операциях в Северной Африке, Италии, Греции, Франции, Нидерландах и Германии, часто ступая на вражескую территорию первым, раньше любых других войск.
После завершения Второй мировой войны полк был сокращён до трёх батальонов, которые входили в 16-ю парашютную бригаду и затем в 5-ю пехотную бригаду. Также была образована резервная 16-я воздушно-десантная дивизия в составе батальонов полкового резерва в Территориальной армии. Постепенное сокращение расходов на вооружённые силы привело к тому, что в Территориальной армии оставалась только одна парашютная бригада, позже сокращённая до резервного батальона. Три регулярных батальона в дальнейшем участвовали в операциях в Египте и на Кипре, на Борнео и в Адене, в Северной Ирландии и на Фолклендских островах, на Балканском полуострове и в Сьерра-Леоне, в Ираке и Афганистане. По мере необходимости их личный состав восполняется военнослужащими резервного батальона.

## Формирование полка

Учения британских парашютистов в Норвиче 23 июня 1941 года

Премьер-министр Великобритании Уинстон Черчилль, впечатлённый эффективностью германских воздушно-десантных операций во время Французской кампании, приказал Военному министерству заняться подготовкой британского парашютного корпуса численностью 5 тысяч человек. 22 июня 1940 года 2-й батальон британских коммандос приступил к парашютной подготовке, а 21 ноября того же года был преобразован в 11-й батальон Особой воздушной службы с планёрным и парашютным авиакрыльями.
10 февраля 1941 года 38 человек из состава батальона приняли участие в первой британской воздушно-десантной операции под кодовым названием «Колосс». Её главной целью была проверка боеспособности парашютистов, пригодности их оборудования, а также возможностей Королевских ВВС по доставке парашютных десантов. Боевой задачей так называемого подразделения «X» (англ. X Troop) было уничтожение стратегического акведука поблизости от Калитри в Южной Италии. Несмотря на то, что штурмовая группа была в полном составе захвачена итальянцами в плен, а причинённые ею разрушения — незначительными, операция наглядно продемонстрировала широкие возможности и гибкость воздушно-десантных подразделений, а также то, что они могут представлять серьёзную угрозу странам «оси». Из опыта операции британское командование извлекло ценные уроки по тактическому применению парашютистов и необходимому усовершенствованию их снаряжения. С сентября 1941 года батальон стал 1-м парашютным и вошёл в состав 1-й парашютной бригады, формирование которой завершилось включением 2-го, 3-го и 4-го парашютных батальонов, укомплектованных добровольцами из всех подразделений Британской армии.
В феврале 1942 года рота «C» 2-го парашютного батальона под командованием майора Джона Фроста провела операцию под кодовым названием «Байтинг» с целью захвата и вывоза компонентов радиолокационной станции Вюрцбург, развёрнутой на французском побережье. Полный успех этого рейда послужил основанием для дальнейшего расширения воздушно-десантных войск. В апреле 1942 года в Дербишире был открыт Воздушно-десантный центр обучения и боевой подготовки. 1 августа 1942 года был официально сформирован Парашютный полк, а несколько пехотных батальонов преобразованы в воздушно-десантные. Была образована 2-я парашютная бригада в составе 4-го парашютного батальона, переданного из 1-й парашютной бригады, и ещё двух батальонов, преобразованных из обычной пехоты — 5-го шотландского (бывший 7-й батальон личного Её Величества полка камеронских горцев) и 6-го королевского уэльского (бывший 10-й батальон полка Королевских уэльских фузилёров). Корпус армейской авиации Великобритании был образован как командное формирование Парашютного полка и Полка пилотов планёров. На основе двух бригад была создана и 1-я воздушно-десантная дивизия под командованием генерал-майора Фредерика Браунинга, прозванного «отцом воздушно-десантных войск». Всего до конца войны полк подготовил 17 батальонов.
В Индии 27 октября 1941 года была образована 50-я индийская парашютная бригада в составе 151-го (британского), 152-го (индийского) и 153-го (гуркхского) парашютных батальонов, а также бригадных связистов, роты сапёров и 80-го парашютного медицинского отряда. 151-й британский парашютный батальон передислоцировался в Египет, а затем в Англию, где был преобразован в 156-й парашютный батальон в составе 4-й парашютной бригады из 1-й воздушно-десантной дивизии. Британский батальон был набран из добровольцев 27 пехотных батальонов Британской армии в Индии. 2-й батальон 7-го гуркхского стрелкового полка был целиком преобразован в 154-й (гуркхский) парашютный батальон. В дальнейшем, когда формирование потребовалось увеличить, 14-я и 77-я индийская бригады чиндитов были преобразованы в три парашютных батальона — британский, индийский и гуркхский. Они вошли в состав 44-й индийской воздушно-десантной дивизии.

### Организация парашютного батальона в годы Второй мировой войны
Британские парашютные батальоны, как правило, состояли из штаба и трёх стрелковых рот, именуемых буквами английского алфавита «A», «B» и «C». Каждая — в составе штаба роты и трёх взводов, всего — 5 офицеров и 120 унтер-офицеров и рядовых. Парашютный взвод, возглавляемый офицером, состоял из штаба и трёх отделений по 8 рядовых под командованием капрала и сержанта, всего — 36 человек. С 1944 года всем батальонам была добавлена штабная рота (иначе — рота поддержки) в составе пяти взводов: автотранспортного, взвода связи, миномётного, пулемётного и противотанкового. Кроме того, в составе батальона имелись авианаводчики, разведчики, инженеры, медики и десантники-планеристы. Общая численность батальона составляла, таким образом, около 600 человек.

### Обучение
Обучение прыжкам с парашютом происходило в течение 12 дней в 1-й парашютной школе Королевских ВВС на станции Королевских ВВС Рингвэй. Сначала новобранцы прыгали с приспособленного для этого заградительного аэростата, а заканчивали курс пятью прыжками с самолёта. Тот, кто оказывался не в состоянии прыгнуть с парашютом, возвращался в своё прежнее подразделение. По окончании курса новые парашютисты получали краповый берет и «крылышки» парашютиста, после чего их направляли в парашютный батальон. Обучение прыжкам было довольно опасным: из первых 2 тысяч прыжков в Рингвэе три завершились гибелью парашютиста.
Десантникам предстояло сражаться с превосходящими силами противника, вооружённого артиллерией и танками. Поэтому обучение было построено так, чтобы развивать в них самодисциплину, самостоятельность и агрессию. Упор делался на физическую подготовку, снайперское мастерство и полевую выучку. Значительное время уделялось преодолению полосы препятствий и марш-броскам. На военных учениях бойцы тренировались захватывать и удерживать плацдармы, авто- и железнодорожные мосты и береговые укрепления. Обычно по окончании учений батальон возвращался в казармы маршем. От десантников требовалось покрывать большие расстояния в быстром темпе: парашютный взвод должен был за 24 часа преодолевать дистанцию 80 км, а батальон — 51 км.

### Снаряжение и вооружение в годы Второй мировой войны

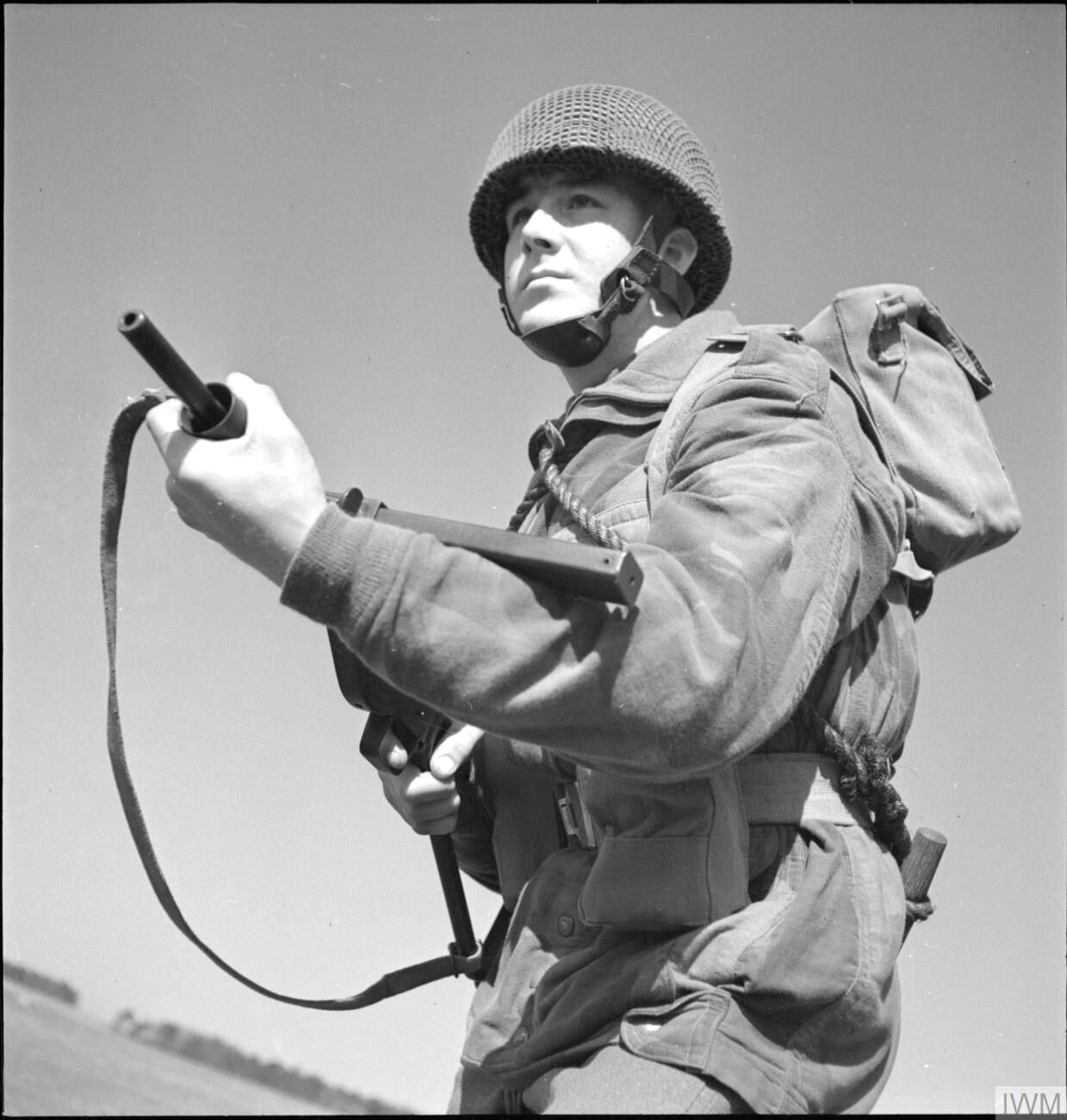
Роланд Смит, рядовой 8-го (мидлендского) парашютного батальона с пистолетом-пулемётом STEN, в стальном шлеме воздушного десанта и полевой куртке Денисона, 1943 год.

Главным отличительным элементом униформы парашютистов был краповый берет с кокардой Корпуса армейской авиации, которую в мае 1943 года заменили на собственную кокарду Парашютного полка. На правом плече, повыше нашивки с эмблемой воздушно-десантных войск Великобритании — Беллерофонта верхом на крылатом коне Пегасе, бойцы носили «крылышки» парашютиста. Вместо традиционной каски Броди головы десантников защищали специальные стальные шлемы воздушного десанта. Изначально они носили «прыжковые куртки», скроенные по образцу курток десантников вермахта. С 1942 года им на смену пришла первая в британской армии камуфляжная одежда — так называемая полевая куртка Денисона. С 1943 года поверх неё перед десантированием стали надевать специально разработанную зелёную куртку-безрукавку. Британские десантники не имели запасных парашютов, поскольку Военное министерство сочло расходы на них (60 фунтов стерлингов за штуку) излишними.
Парашютисты были вооружены стандартной винтовкой со скользящим затвором «Lee-Enfield», а также автоматическим стрелковым оружием. При этом, доля последнего была значительно больше, чем в обычном пехотном батальоне. В Северо-Западной Европе бойцы использовали пистолет-пулемёт STEN, а в Северной Африке, на Средиземноморском театре военных действий, а также во время операции «Драгун» парашютные части, приданные 8-й армии, вооружались пистолет-пулемётом Томпсона. В качестве короткоствольного оружия парашютистам служили револьверы «Enfield», или «Webley», либо пистолет M1911. В арсенале десантников имелись стандартные британские ручные гранаты, такие, как осколочные Миллса и No. 69, фосфорные No. 77; для осуществления диверсионных взрывов — пластичный взрывчатый состав «С». С мая 1943 года стандартный боекомплект парашютистов пополнился специально разработанной для них гранатой Гэммона, которая была весьма эффективна как против живой силы, так и против вражеской бронетехники, что снискало ей славу «ручной артиллерии». Десантники успешно применяли её в Северной Африке и во Франции, для уничтожения танков, бронеавтомобилей и гаубиц противника.
В каждом отделении был также ручной пулемёт Bren и одна снайперская винтовка Lee Enfield No. 4 Mk. I (T) с оптическим прицелом, а у каждого взвода — 2-дюймовый миномёт. Парашютный батальон в качестве тяжёлого вооружения имел восемь 3-дюймовых пехотных миномётов, четыре станковых пулемёта «Vickers» и 10 противотанковых гранатомётов PIAT (с 1943 года). Кроме того, против танков и иных бронированных целей парашютисты использовали 57-мм противотанковые пушки QF 6 pounder на специальном воздушно-десантном лафете Mk. III шириной 137,16 см за счёт укороченной колёсной оси. Такая конструкция позволяла перевозить до двух орудий на десантном планёре Airspeed Horsa.

### Судьба частей в послевоенные годы

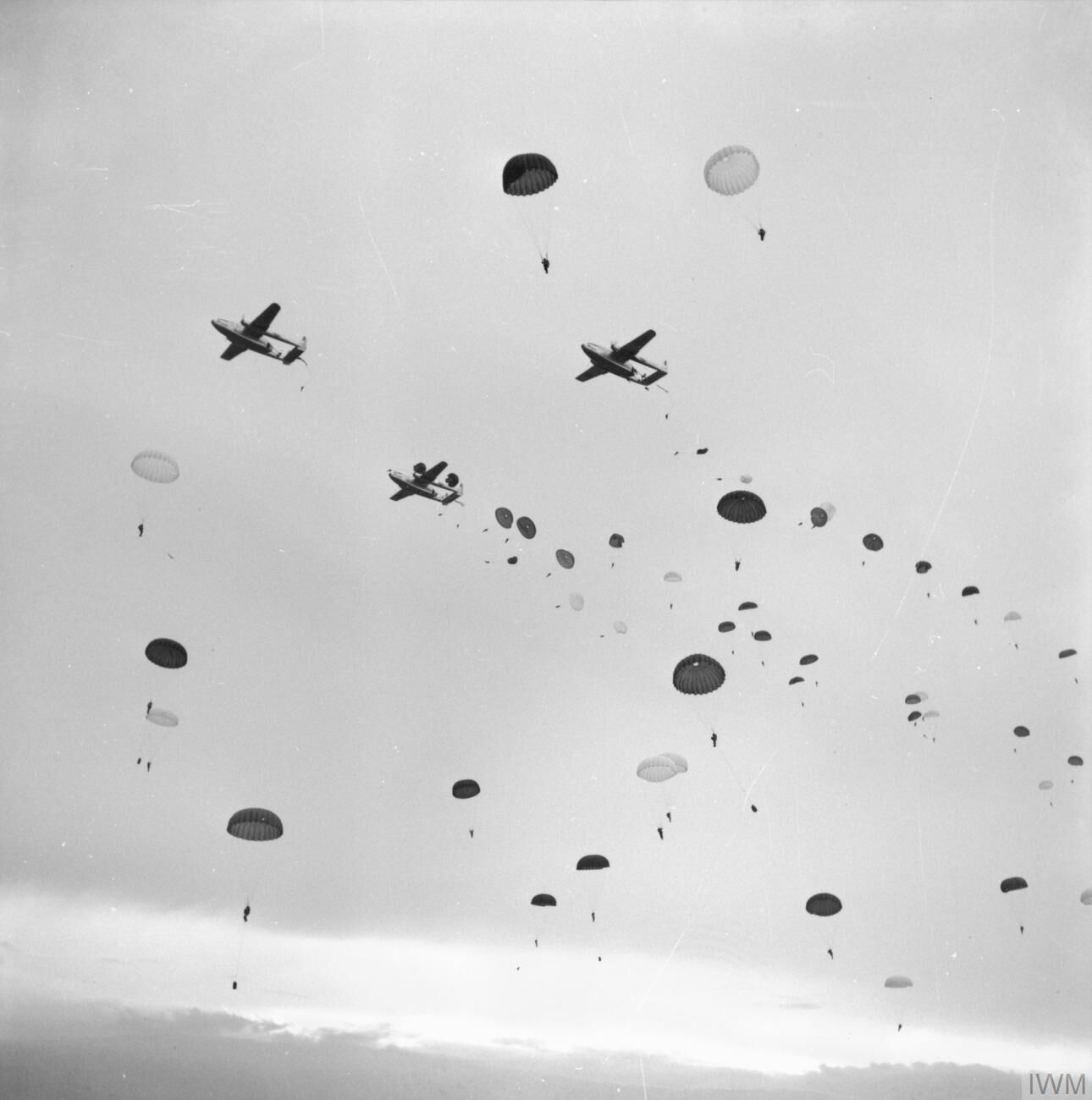
Учения 16-й воздушно-десантной дивизии в сентябре 1953 года

После Второй мировой войны были расформированы все воздушно-десантные части, кроме 2-й парашютной бригады с 1-м, 2-м и 3-м батальонами. В феврале 1948 года она была переименована в 16-ю парашютную бригаду и направлена в состав группы британских войск на Рейне. В октябре 1949 года бригаду перевели в Олдершот, где в течение 50 лет располагался штаб Парашютного полка. 16-ю воздушно-десантную дивизию восстановили за счёт Территориальной армии, создав девять парашютных батальонов (с 10-го по 18-й) и разделив их по трём парашютным бригадам, но расформировали в 1956 году после урезания расходов на оборону: в резерве осталась только 44-я отдельная парашютная бригада. Оставшиеся батальоны — 10-й (лондонский), 12-й (йоркширский), 13-й (ланкаширский), 15-й (шотландский) и 17-й (даремский лёгкий пехотный), позже 12-й и 13-й объединились. В 1967 году 12-й, 13-й и 17-й слились в 4-й батальон, а в 1977 году была расформирована 44-я бригада, оставив парашютные батальоны запаса в качестве отдельных воинских формирований. В ноябре 1983 года после Фолклендской войны была образована 5-я воздушно-десантная бригада для ведения боевых действий за пределами Великобритании: она насчитывала два парашютных батальона, включала собственную артиллерию, инженеров, медиков, связистов и части по логистике. Программа «Options for Change» после Холодной войны сократила число батальонов Территориальной армии: в 1993 году в состав 4-го батальона вошёл 15-й батальон, а 10-й был расформирован. В 1999 году согласно документу Обзора стратегической обороны было принято решение объединить 5-ю воздушно-десантную и 24-ю аэромобильную бригаду в 16-ю десантно-штурмовую бригаду.
Парашютный полк — единственный полк линейной пехоты Британской армии, который никогда не объединялся с каким-либо другим воинским формированием со времён окончания Второй мировой войны.

## История службы

### Вторая мировая война

#### Северная Африка

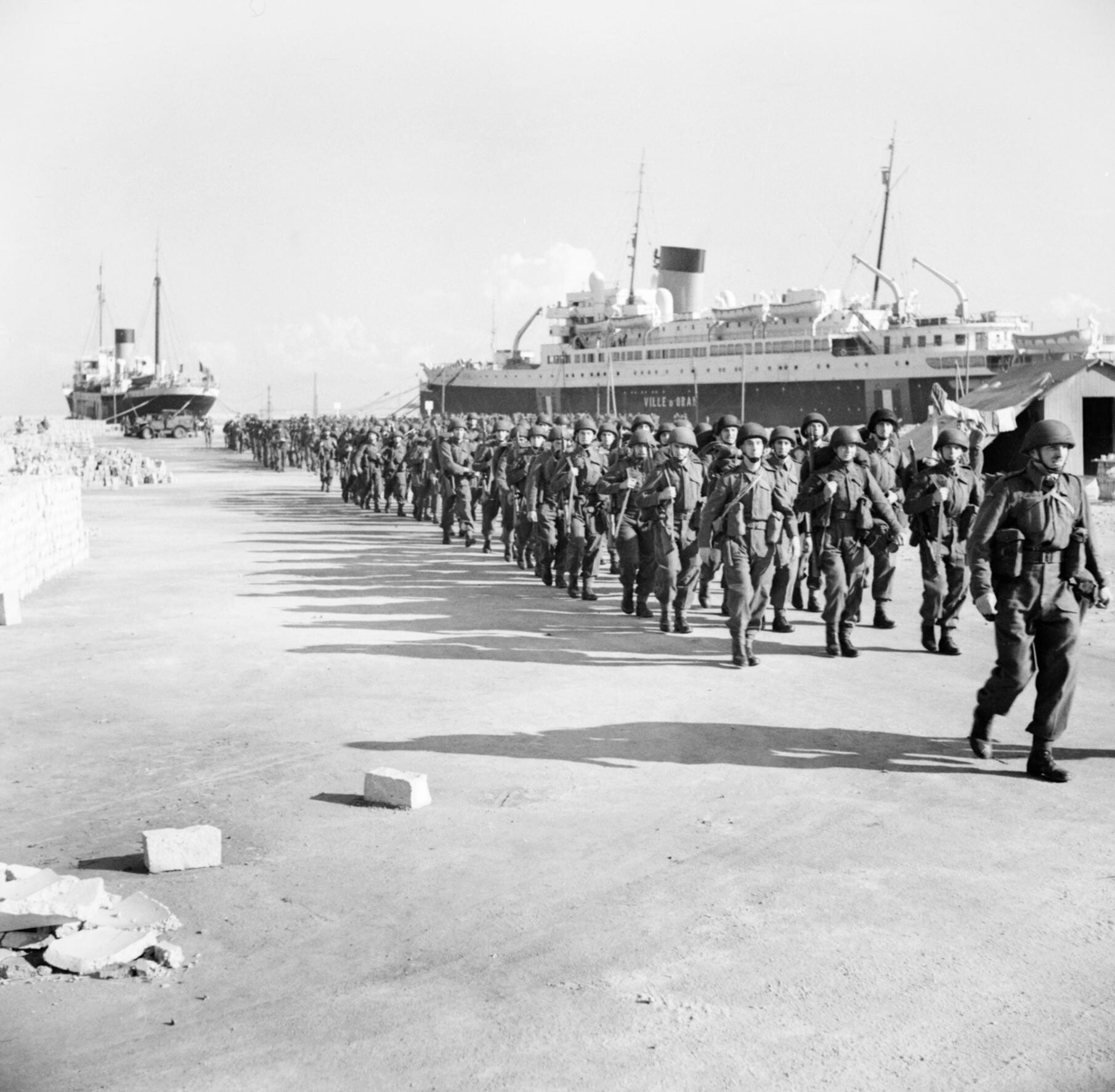
Британские парашютисты после высадки в Алжире

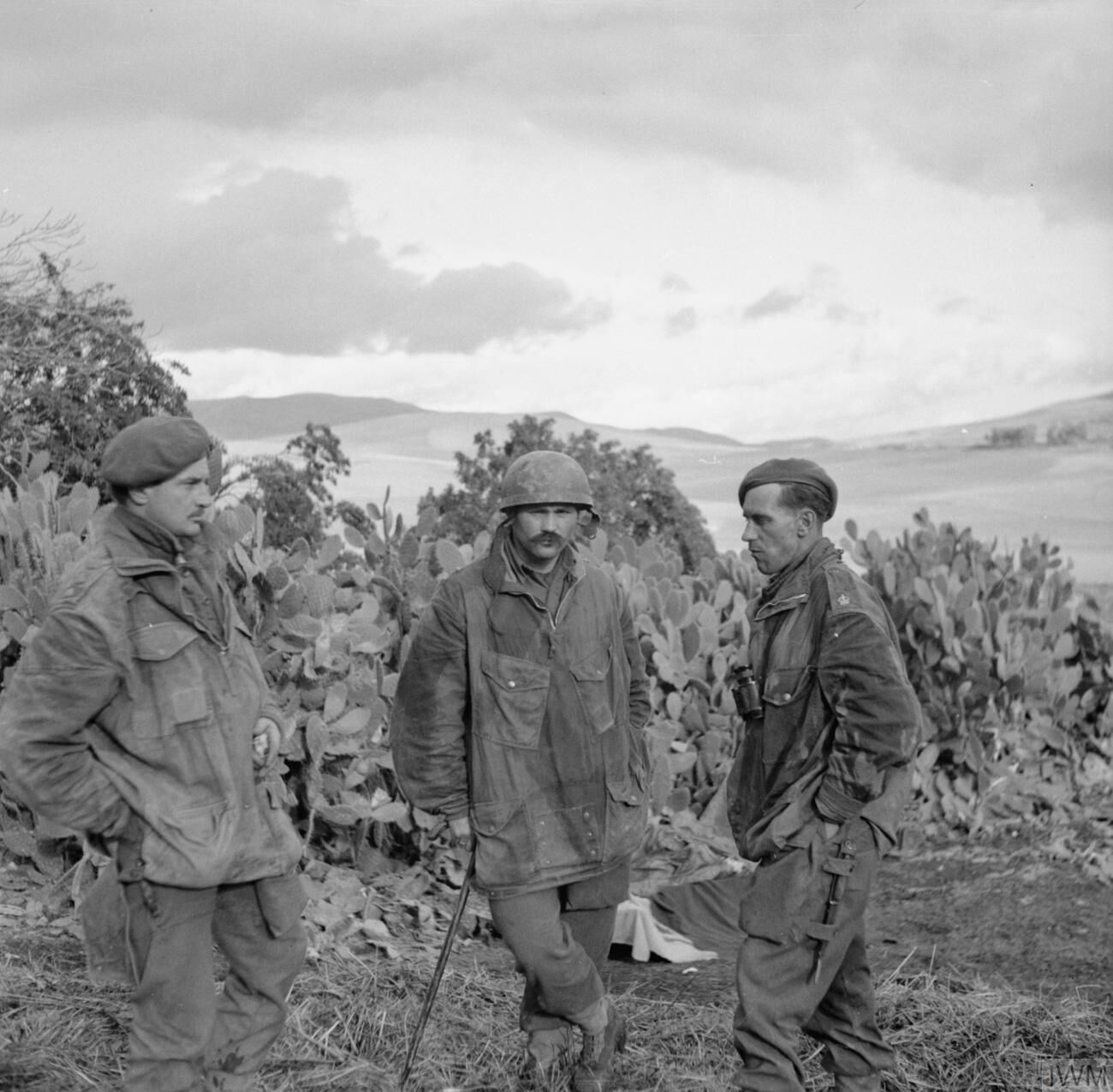
Офицеры 2-го парашютного батальона в Тунисе, 26 декабря 1942

В ноябре 1942 года во французское Марокко и Алжир в рамках операции «Торч» вторглась 1-я британская армия, с приданными ей 1-м, 2-м и 3-м парашютными батальонами 1-й парашютной бригады. 12 ноября начались воздушно-десантные операции британцев: 3-й батальон впервые высадился на парашютах в полном составе на аэродром Бон между Алжиром и Тунисом, а остальные части бригады прибыли на следующий день морем. 15 ноября 1-му батальону приказали высадиться на парашютах и захватить важную развилку дорог возле города Беджи (140 км к западу от Туниса). Батальон занял два населённых пункта: Беджу и Матёр после нападения на колонну немецкой бронетехники и итальянскую танковую позицию. 2-й батальон под командованием Джона Фроста, ставшего к тому времени подполковником, десантировался на аэродром Депьенн в 48 км к югу от Туниса. Поскольку аэродром оказался заброшенным, он совершил 16-км марш-бросок и захватил аэродром Удна. Предполагалось, что десантников поддержат наступающие британские войска, но те были остановлены неожиданным сопротивлением немцев. Фрост попытался связаться с командованием, но узнал лишь, что поскольку они отрезаны на вражеской территории, вглубь на 80 км, то планов по их спасению нет. Тем не менее, британские парашютисты решили прорываться к своим и, потеряв в ходе непрерывных немецких атак 266 человек, сумели добраться до безопасного места в Меджез-эль-Баб. В феврале 1943 года бригаду преобразовали в пехотную бригаду, которая продолжила службу на передовой во время Тунисской кампании. Они отличились в боях под Бу-Арада и Тамерза против немецких парашютистов и получили прозвище «Красные дьяволы» (нем. Die roten Teufel, англ. The Red Devils).

#### Сицилия
В ночь с 12 на 13 июля 1943 года 1-й, 2-й и 3-й батальоны 1-й парашютной бригады участвовали в операции «Фастиан» на Сицилии. Их задачей была высадка и захват моста Примосоле через реку Симето, к югу от вулкана Этна, который охраняли итальянские части. В ходе транспортировки самолёты десанта попали под огонь ПВО союзного конвоя и понесли тяжёлые потери. Те, кто уцелел в полёте, высадились на площадку приземления, которая оказалась в непосредственной близости от позиций 1-го парашютного пулемётного батальона 1-й парашютной дивизии люфтваффе, прибывшего маршем накануне появления британского десанта. В результате завязавшейся ожесточённой схватки британцы не смогли обезопасить посадку планёров 1-й воздушно-десантной бригады, и большая часть из них была подбита пулемётным огнём противника с земли. На тех летательных аппаратах, что всё же сумели приземлиться, противотанковых пушек и другого тяжёлого вооружения было слишком мало для организации обороны. Поэтому, хотя к 04:40 итальянцы были выбиты с моста, немцы в тот же день контратаковали и при поддержке артиллерии отбили его у британцев. 15 июля парашютисты присоединилась к наступающим сухопутным британским частям, и вместе с ними вновь завладели мостом. 16 июля 1-я парашютная бригада отбыла морем из Сицилии в Валлетту, потеряв в ходе операции «Фастиан» 141 человек убитыми и 168 раненными или пропавшими без вести.

#### Италия
В сентябре 1943 года 4-й, 5-й и 6-й парашютные батальоны 2-й парашютной бригады, а также 10-й, 11-й и 156-й парашютные батальоны 4-й парашютной бригады участвовали в операции «Слэпстик», целью которой являлось занятие морского порта Таранто и захват нескольких близлежащих аэродромов в ходе высадки союзников в Италии. По достижении этих целей требовалось установить контакт с 8-й британской армией, после чего наступать на север чтобы примкнуть к 5-й американской армии в районе Фоджи. 9 сентября 1943 года парашютисты прибыли из Северной Африки на кораблях Королевского военно-морского флота в порт Таранто и без сопротивления овладели им. Их потери составили лишь 58 человек убитыми из 6-го батальона и 154 ранеными, когда перевозившее их судно подорвалось на мине и затонуло. Продвигаясь вглубь, парашютисты взяли города Кастелланета и Джоя-дель-Колле вместе с аэродромом у последнего, после чего 4-ю бригаду сняли с театра военных действий.
14 сентября 1943 года рота 11-го батальона высадилась на парашютах на остров Кос. Итальянский гарнизон сдался без боя, и вскоре на остров прибыли британские подкрепления — 1-й батальон Даремского лёгкого пехотного полка и Полка Королевских ВВС. 25 сентября десантники покинули остров, а в декабре 1943 года весь 11-й батальон воссоединился со своей дивизией в Англии.
2-я парашютная бригада сражалась в Италии в составе нескольких пехотных дивизий, в том числе 2-й новозеландской дивизии и 8-й индийской пехотной дивизии. В июне 1944 года бригада провела единственную парашютную высадку на Апеннинском полуострове — операцию «Хэсти». Рейд группы из 60 человек за линию фронта на участке 2-й новозеландской дивизии должен был сорвать планы немцев, отступавших к Готской линии, по уничтожению мостов и прочей инфраструктуры. Несмотря на благополучную высадку, десантникам не удалось причинить противнику сколько-нибудь значимый ущерб. Единственным достижением этого рейда стало отвлечение сил целой резервной дивизии вермахта, которая, вместо отправки на фронт, в течение 7 дней была вынуждена заниматься поисками 60 британских парашютистов у себя в тылу. 2-я парашютная бригада участвовала в Южно-Французской операции, после чего вернулась в Италию, откуда была затем отправлена в Грецию.

#### Нормандия

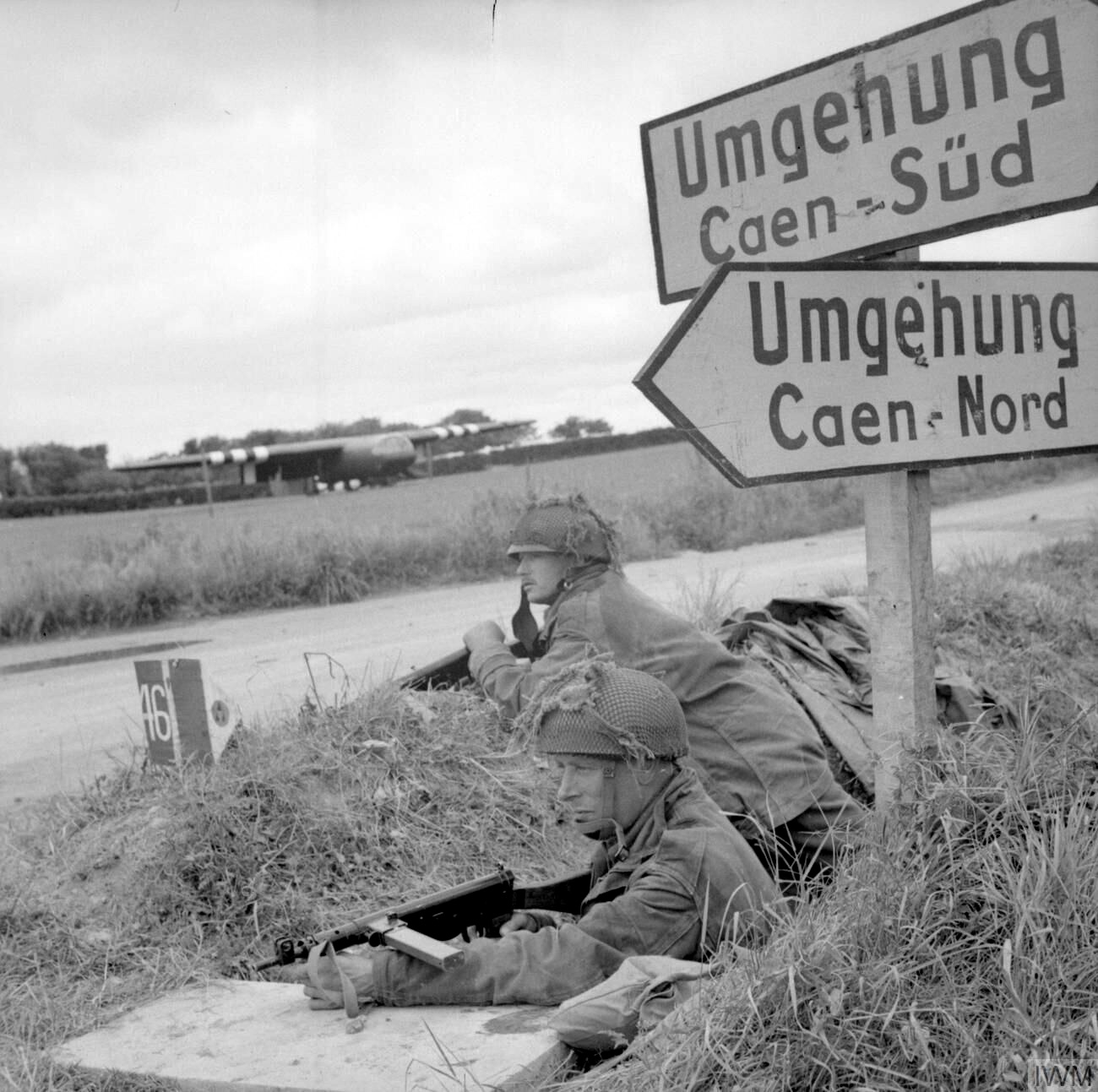
Десантники 6-й воздушно-десантной дивизии после высадки в Нормандии охраняют развилку у Ранвиля, каждый вооружён пистолетом-пулемётом STEN

Следующей стратегической операцией с участием Парашютного полка стала высадка в Нормандии в составе 6-й воздушно-десантной дивизии. Из состава 3-й парашютной бригады были задействованы парашютные батальоны: 8-й и 9-й вместе с 1-м канадским, а из 5-й парашютной бригады: 7-й, 12-й и 13-й. Операция под кодовым названием «Тонга» на левом фланге плацдарма высадки морского десанта союзников началась около 00:00 в ночь с 5 на 6 июня 1944 года. Её целью были захват и удержание мостов через реку Орн и Канский канал, нейтрализация Мервильской батареи, а также уничтожение нескольких мостов через реку Див с целью недопущения флангового удара немцев по войскам, высаживающимся на побережье. К 03:00 7-й батальон насчитывал лишь 40 % личного состава (остальные были рассеяны при десантировании на большой территории), однако прибыл на помощь десантникам-планеристам роты «D» 2-го батальона Оксфордширского и Букингемширского полка лёгкой пехоты 6-й воздушно-десантной бригады, захватившим невредимыми мосты через Орн и Канский канал в ходе операции «Дэдстик». Вместе они удерживали их до подхода 3-й пехотной дивизии с побережья. 12-й и 13-й батальоны в результате высадки недосчитывали около 40 % личного состава. 12-й батальон должен был захватить деревню Ле-Ба-де-Ранвиль (фр. Le Bas de Ranville), а 13-й — занять коммуну Ранвиль, после чего они помогали оборонять захваченные мосты до прибытия подкреплений. К началу штурма Мервильской батареи 9-й батальон насчитывал лишь 150 человек из более 600 десантированных. Успех штурма был достигнут ценой больших потерь: 50 убитых и 25 раненых. 8-й батальон уничтожил два моста около Бюра и третий — возле Троарна, где оставшиеся в строю 190 человек заняли оборону. Парашютисты удерживали левый фланг вторжения союзников, пока не перешли в наступление в ночь с 16 на 17 августа. За 9 дней они продвинулись к устью Сены, взяв около 1000 немцев в плен. 27 августа 6-ю дивизию сняли с фронта и в сентябре отправили в Англию. В итоге её потери составили: 821 человек убитыми, 2709 ранеными и 927 пропавшими без вести.

#### Южная Франция
4-й, 5-й и 6-й парашютные батальоны 2-й отдельной парашютной бригады остались в Италии, когда 1-я воздушно-десантная дивизия возвратилась в Англию. 15 августа 1944 года 1-e воздушно-десантное оперативное соединение (англ. 1st Airborne Task Force (ATF)), включавшее 2-ю отдельную парашютную бригаду, высадилось на парашютах в районе между Фрежюсом и Каннами на юге Франции. Его целью был захват и удержание плацдарма до подхода сил 7-й американской армии с побережья. Высадку ATF предваряли в 03:30 девять команд авианаводчиков, но только три из них, все из состава 2-й отдельной парашютной бригады, прибыли на нужные площадки приземления. Высадка всей бригады началась в 04:50, однако на площадки приземления прибыли лишь 6-й батальон (почти в полном составе), половина 4-го и одна рота 5-го батальона. Остальные парашютисты были рассеяны на удалении до 14 км, а некоторые приземлились в 32 км — в Каннах. Батальоны успешно добились своих целей в первый день (помимо города Ле Муй) и оставались во Франции до 26 августа, после чего вернулись в Италию.

#### Арнем

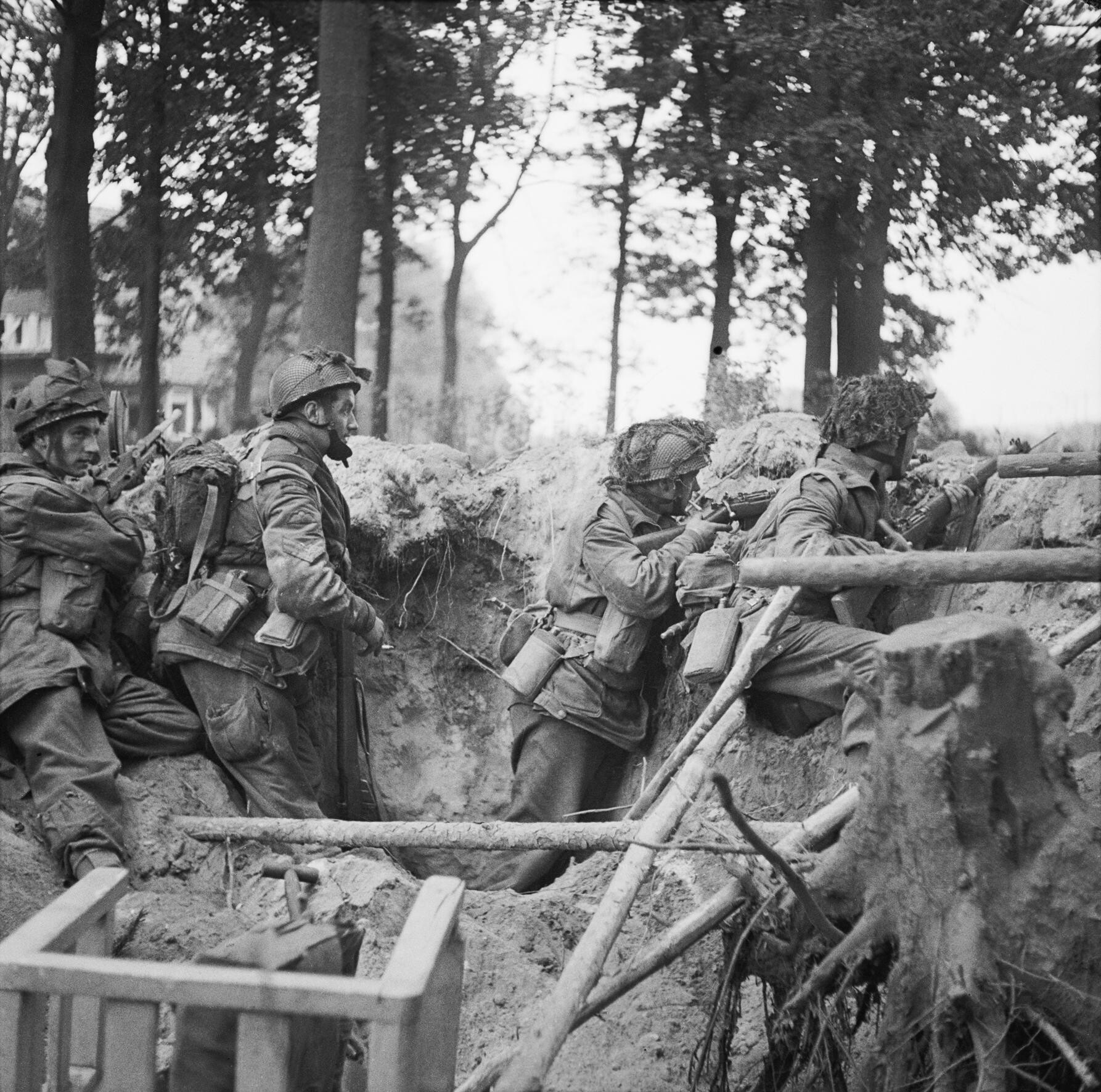
Солдаты 1-го парашютного батальона 17 сентября 1944 года

1-й, 2-й и 3-й батальоны 1-й парашютной бригады, а также 10-й, 11-й и 156-й батальоны 4-й парашютной бригады участвовали в операции «Маркет Гарден» в Нидерландах в составе 1-й воздушно-десантной дивизии. Арнемская операция принесла боевую славу Парашютному полку. Целью дивизии были захват и удерживание автодорожного, железнодорожного и понтонного мостов через Нижний Рейн у Арнема в течение двух-трёх суток. Из-за нехватки транспортной авиации потребовалось два дня для отправки всей дивизии, поэтому первыми решили отправить 1-ю парашютную бригаду и 1-ю воздушно-десантную бригаду. Площадки приземления должна была охранять воздушно-десантная бригада, а три парашютных батальона должны были попасть в Арнем и захватить мосты. На второй день должна была прибыть 4-я парашютная бригада, а батальоны бы окопались к северу и северо-западу от Арнема.
17 сентября 1944 года высадилась 1-я парашютная бригада, направившаяся к Арнему. К мостам пробился только 2-й батальон почти без встречного сопротивления, однако железнодорожный мост к их прибытию был взорван, а в понтонном пропала одна секция. К наступлению темноты большая часть 2-го батальона и вспомогательные части (в том числе штаб бригады) всего численностью 740 человек закрепились у северной стороны Арнемского автодорожного моста. На второй день прибыла 9-я танковая дивизия СС «Гогенштауфен» в Арнем, расположившаяся к западу от города и отрезавшая путь к мосту.
18 сентября 1-й и 3-й батальоны предприняли безуспешные попытки прорыва к мосту, их отбросили к 10 часам утра. 2-й батальон продолжал сдерживать натиск немецкой пехоты и бронетехники на мосту. В 15:00, позже обычного, прибыла 4-я парашютная бригада, которую немцы встретили плотным огнём. 11-й батальон направился в Арнем, чтобы помочь прорваться к мосту, соединившись после наступления темноты с 1-м и 3-м батальонами. 10-й и 156-й батальоны выдвинулись на свои позиции к северо-западу от Арнема, но в темноте 156-й батальон попал под огонь и был остановлен.
Утром третьего дня 1-й, 3-й и 11-й батальоны, а также 2-й батальон Южно-Стаффордширского полка (1-я воздушно-десантная бригада) попытались прорваться к мосту. На открытой местности 1-й батальон попал под плотный огонь с трёх сторон и был полностью уничтожен, а 3-й батальон вынужден был отступить. Позиции 11-го батальона были раскрыты в связи с разгромом 1-го батальона и отступлением 3-го, а уцелевшие отступили в Остербек к основным силам. На севере 10-й и 156-й батальоны, пытавшиеся занять возвышенности в лесу к северу от Остербека, попали также под немецкий обстрел и не смогли продвинуться дальше. Получив приказ отступить к Вольфхезе и Остербеку, батальоны вынуждены были прорываться с боем к своим. 2-й батальон уже не мог сдерживать натиск немцев из-за нехватки боеприпасов, и все занятые им строения немцы уничтожили огнём из танков, дальнобойной артиллерии и миномётов.

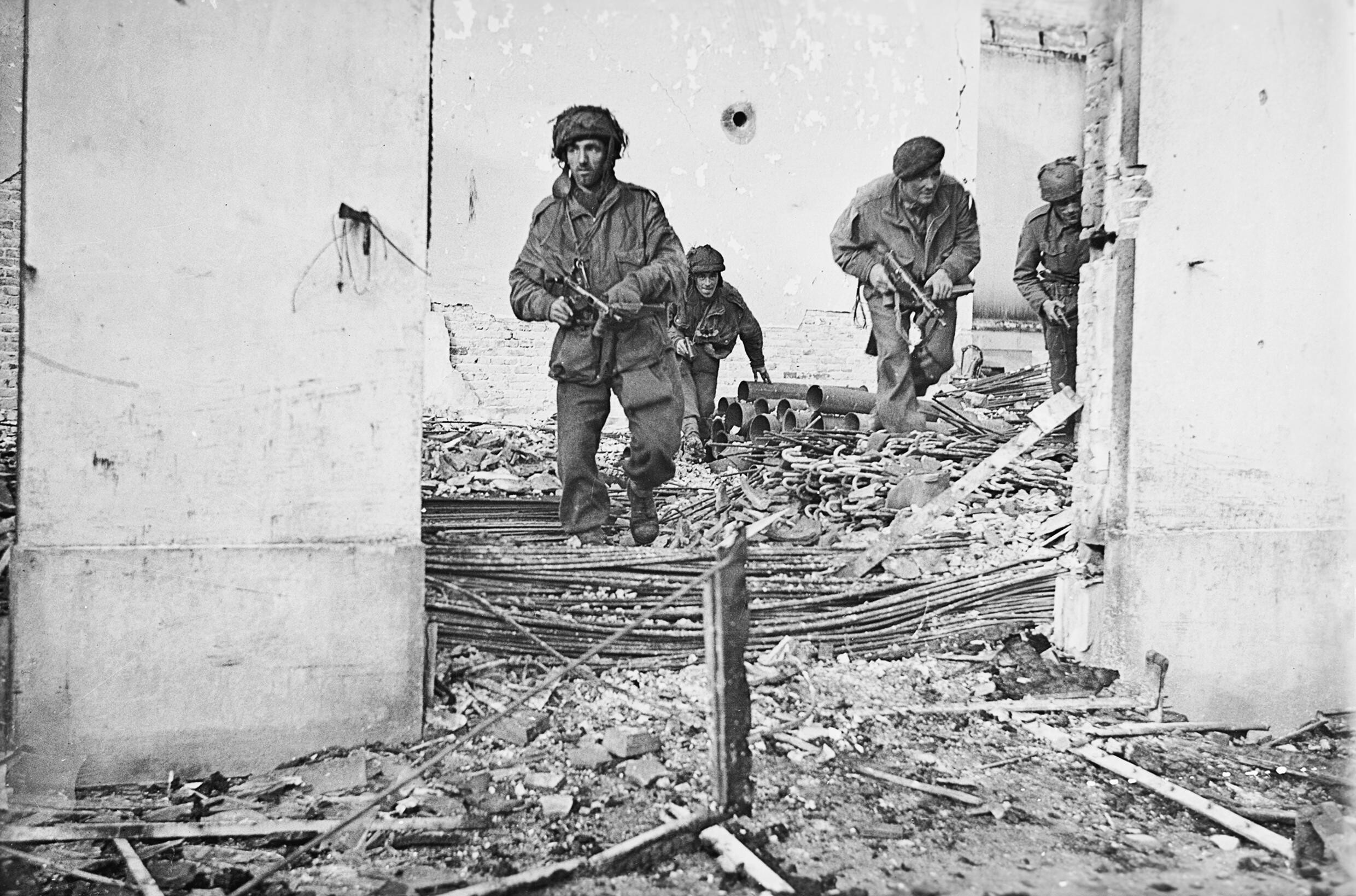
Парашютисты в Остербеке, сентябрь 1944 года

К четвёртому дню ослабленная дивизия уже не могла предпринять что-либо, чтобы достичь моста. Из девяти пехотных батальонов боеспособным оставался только 1-й батальон Пограничного полка, от остальных батальонов остались только имена, т.к. численность этих частей значительно сократилась из-за огромных боевых потерь. Дивизия не могла ничем помочь 2-му батальону, поэтому окопалась и заняла оборону вокруг Остербека на реке. Остатки 10-го и 156-го батальонов у Вольфхезе начали отступление, однако несколько их частей были окружены и попали в плен. К западу от Остербека были отброшены 150 человек из 156-го батальона, из которых 90 добрались до периметра обороны. Подполковник Фрост установил связь с командованием дивизии, но ему сообщили, что подкрепление может не прийти. После того, как он был ранен осколком миномётного снаряда, командование перешло к майору Фредерику Гау. В течение двухчасового затишья он забрал всех раненых (в том числе и Фроста), которые оказались в немецком плену. В ту ночь несколько отрядов попытались задержать продвижение немцев и прорваться к Остербеку, но к 5 часам утра всё сопротивление на мосту было подавлено.
После девяти дней сражений дивизия отступила по Рейну на лодках. В 10 часов утра немцы предприняли последний штурм силами пехоты и танков на юго-восточные оборонительные позиции, создав угрозу отрезания дивизии от реки. Контратаки британцев при поддержке артиллерии с южной части реки остановили этот штурм. План об эвакуации не раскрывался до полудня, и некоторые солдаты (преимущественно раненые) остались на позициях, чтобы вызвать огонь на себя ночью. К 5 часам утрам эвакуация завершилась: 2163 человека были спасены.
Из 3082 солдат Парашютного полка, служивших в двух бригадах, 2656 погибли или пропали без вести, 426 выжили. Крест Виктории был присуждён двум солдатам-участникам Арнемской операции посмертно: капитану Джону Холлингтону Грейбёрну (2-й батальон) и капитану Лионелю Эрнесту Кверипелю (10-й батальон).

#### Арденны

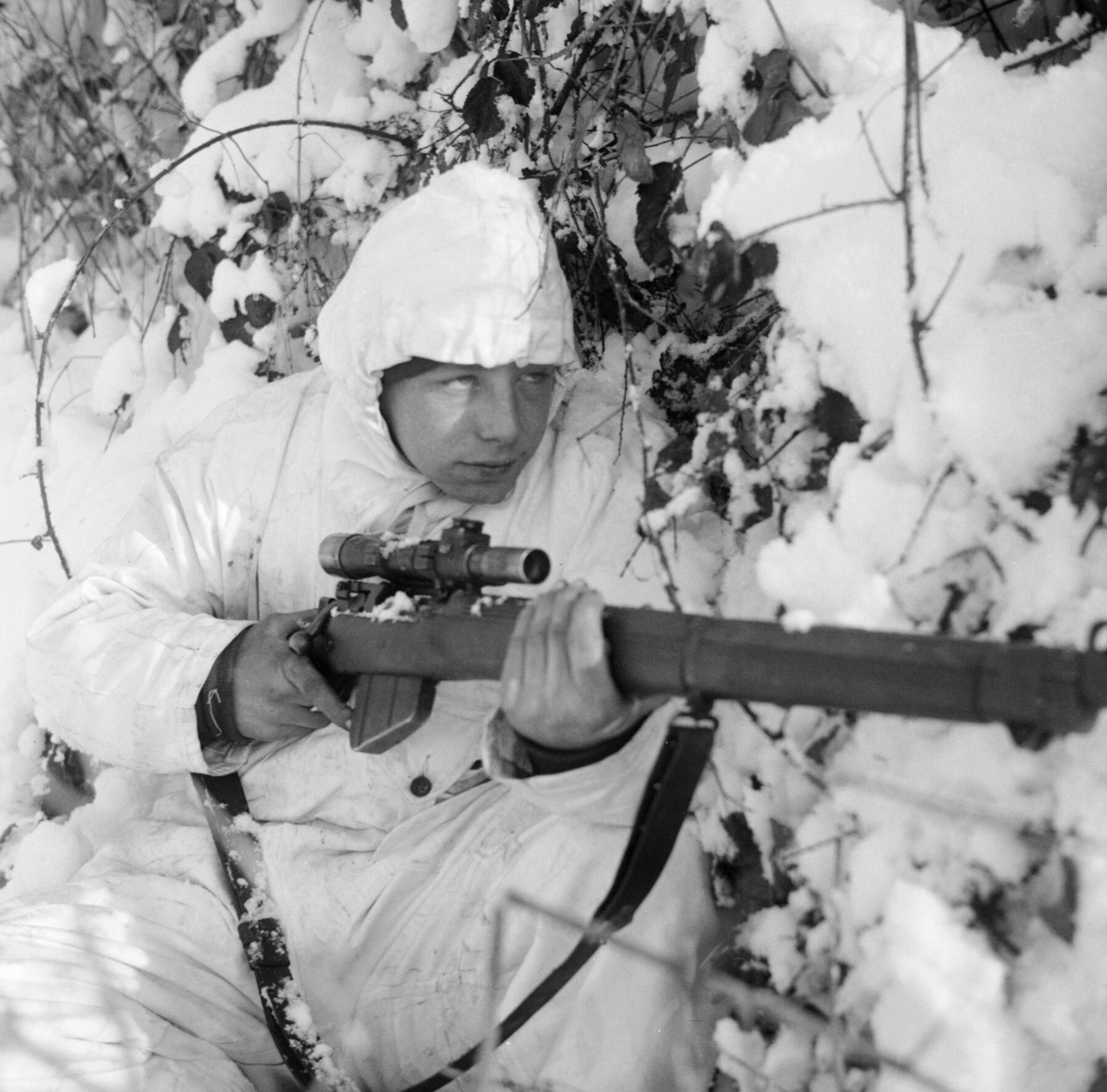
Снайпер 6-й воздушно-десантной дивизии в Арденнах, 14 января 1945

16 декабря 1944 года вермахт перешёл в наступление на позиции 1-й армии в Арденнах. 6-я британская воздушно-десантная дивизия 22 декабря была переброшена в Бельгию, откуда её должны были направить в Арденны. К 26 декабря дивизия была в районе Динана и Намура, а 29 декабря получила приказ перейти в контрнаступление. 13-й батальон 5-й парашютной бригады понёс огромные потери в ходе наступления. С 3 по 5 января 1945 года в битве за Буре участвовал 13-й батальон, который после захвата Буре отразил огромное число контратак, потеряв 68 человек убитыми и 121 человека ранеными или пропавшими без вести.

#### Переправа через Рейн
Рейнская воздушно-десантная операция, крупномасштабная стратегическая операция союзных войск, проводилась с участием 17-й американской и пяти батальонов 6-й британской воздушно-десантных дивизий. Первыми высаживались бойцы 3-й парашютной бригады, куда вошли 8-й, 9-й и 1-й канадский батальоны. Бригада вступила в бой с немцами в Дирсфордтерском лесу и понесла большие потери, но к 11 часам очистила местность. 9-й батальон при помощи 1-го канадского занял Шнаппенберг, а к 13:45, несмотря на большие потери, все очаги немецкого сопротивления были подавлены.
Следующей высаживалась 5-я парашютная бригада с 7-м, 12-м и 13-м батальонами в условиях плохой видимости: они попали под немецкий артиллерийский обстрел и понесли большие потери, но 7-й батальон очистил площадку приземления от немцев, засевших в деревенских домах, а 12-й и 13-й батальон довершили работу всей бригады. Дальше бригада получила приказ продвигаться на восток и очистить окрестности Шнаппенберга, а также начать преследовать немцев, собравшихся к западу от деревенского дома, где находился штаб 6-й воздушно-десантной дивизии. Бригада выполнила задание к 15:30, соединившись с другими британскими десантными частями. К 24 марта из 7720 человек личного состава 6-й дивизии, участвовавших в операции, 1400 были признаны убитыми, ранеными или пропавшими без вести.

### Послевоенная служба

#### Дальний Восток

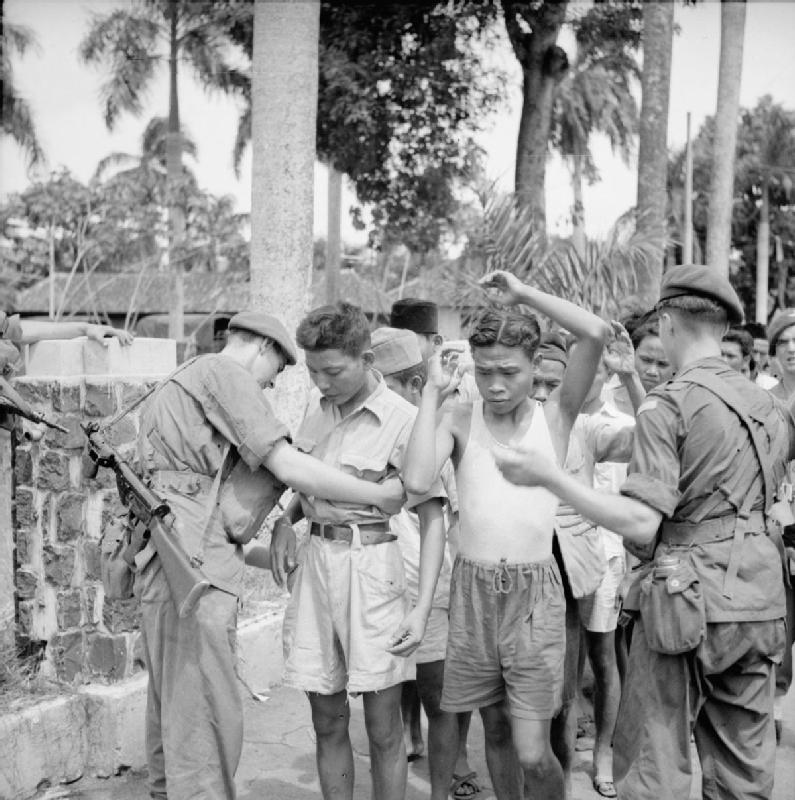
12-й батальон в Батавии, декабрь 1945 года

В мае 1945 года 6-ю воздушно-десантную дивизию начали готовить к отправке на Дальний Восток. Предполагалось, что из неё вместе с 44-й индийской воздушно-десантной дивизией будет сформирован Воздушно-десантный корпус. Первой туда отправлялась 5-я парашютная бригада под командованием Кеннета Дарлинга, куда входили 7-й, 12-й и 13-й батальоны, 22-я отдельная парашютная рота и вспомогательные части. В июне 1945 года бригада прибыла в Индию и начала там учения в джунглях, однако прежде чем они были завершены, Япония капитулировала. Это изменило британские планы, и 6-ю воздушно-десантную дивизию оставили в Европе в качестве Имперского стратегического резерва. Бригада же осталась наводить порядок в Британской Малайе и Сингапуре после изгнания японских оккупантов.
В декабре того же года бригада участвовала в операции «Паунс» (англ. Pounce) по разоружению оставшихся на Яве японских войск, которая должна была продлиться до апреля 1946 года, когда британцев на острове сменят голландцы. По прибытии в Батавию выяснилось, что японцы раздали своё оружие индонезийским националистам, и те атаковали британцев в попытке сорвать планы по возвращению голландского господства. Бригада разогнала бунтовщиков и патрулировала город, пока в январе 1946 года не отправилась в Семаранг на побережье между Батавией и Сурабаей. Чтобы не допустить националистов в город, три батальона организовали патрулирование на подступах к нему, заняли доки и аэропорт. Несмотря на многочисленные партизанские вылазки, индонезийцы были повержены. В апреле 1946 года британцы передали Батавию голландцам и вернулись в Сингапур.

#### Палестина
6-я воздушно-десантная дивизия отправилась в сентябре 1945 года в Палестину: в составе дивизии были 2-я парашютная бригада (4-й, 5-й и 6-й батальоны), 3-я парашютная бригада (3-й, 8-й и 9-й батальоны) и 6-я воздушно-десантная бригада. Их заданием было поддержание порядка и недопущение арабо-еврейских стычек. В ноябре 3-я парашютная бригада вынуждена была вмешаться в арабо-еврейские беспорядки в Иерусалиме и Тель-Авиве, длившиеся уже достаточно долго. Также дивизия занималась обыском в течение двух суток после взрыва в гостинице «Царь Давид». В Палестине на дивизию постоянно нападали представители еврейских боевых организаций: 25 апреля 1947 года сразу семь солдат 5-го батальона были убиты бойцами организации «Лехи».
Серьёзные перемены настали в Парашютном полку за время пребывания его частей в Палестине. В послевоенные годы была расформирована 1-я воздушно-десантная дивизия, а 1-я парашютная бригада (1-й, 2-й и 17-й батальоны) присоединилась к 6-й дивизии 1 апреля 1946 года вместо 6-й воздушно-десантной бригады. В августе 5-я парашютная бригада (7-й, 12-й и 13-й батальоны) вошла в состав дивизии с Дальнего Востока, но позже была расформирована, а личный состав распределили по другим батальонам дивизии. В октябре 1947 года была расформирована 3-я парашютная бригада, и остались только её 1-я и 2-я бригады в дивизии. 18 февраля 1948 года поступило сообщение о расформировании дивизии и сохранении только 2-й (в дальнейшем 16-й) парашютной бригады.

#### Кипр и Суэц

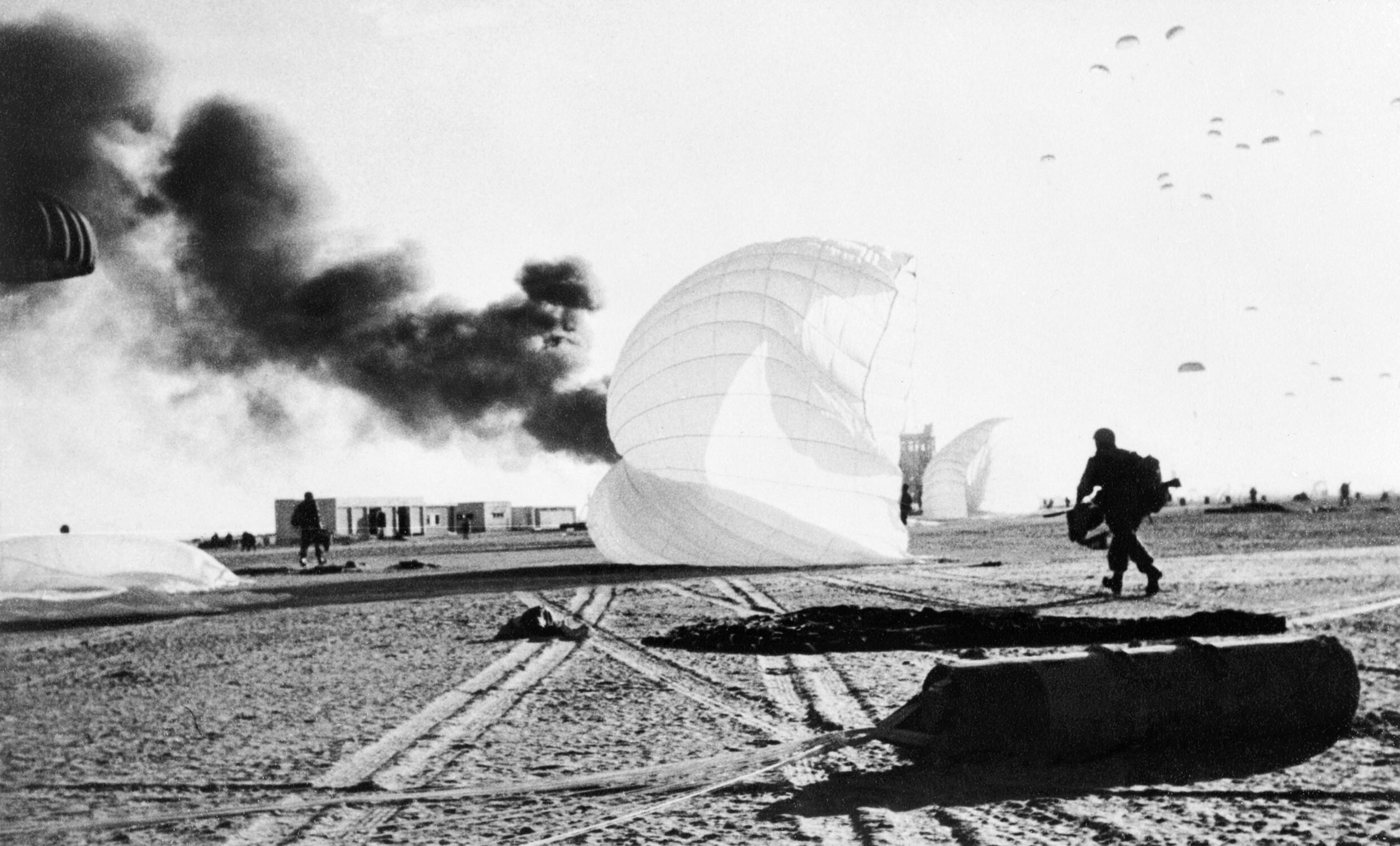
Высадка 3-го батальона на аэродром Эль-Гамиль в Порт-Саиде

Парашютный полк участвовал в течение последующих 20 лет во многих миротворческих операциях в странах, которые боролись за независимость от Великобритании. В 1951 году премьер-министр Ирана Мохаммед Мосаддык приказал начать национализацию нефтяной промышленности Ирана, в том числе вышки в Абадане, что возмутило британцев. 16-я парашютная бригада была направлена на Кипр и получила указания готовиться к возможному вмешательству. Позже они прибыли на Синайский полуостров как подкрепление британцам, которые сдерживали египетских националистов, угрожавших британским базам. С января по июль 1956 года бригада вернулась на Кипр, поскольку британский контингент на острове ввязался в бои с подпольной организацией греков-киприотов ЭОКА.
5 ноября 1956 года 3-й батальон совершил последнюю на текущий момент десантную операцию, высадившись на аэродром Эль-Гамиль в Порт-Саиде во время Суэцкого кризиса и окопался там, ожидая прибытия подкреплений с моря. В Порт-Саид прибыли 1-й и 2-й батальон на десантном корабле. 2-й батальон должен был выступить в сторону Исмаилии, но задержался: несмотря на прибытие 6-го Королевского танкового полка, батальон был ещё далеко от своей цели на момент объявления о прекращении огня. 14 ноября бригада вернулась на Кипр.

#### Кувейт, Аден и Малайзия
25 июня 1961 года иракский президент Касим, Абд аль-Карим объявил о том, что не признаёт Кувейт независимым государством и считает его частью Ирака. Власти Кувейта обратились за помощью к Великобритании, желая сохранить свой суверенитет. На помощь британцы отправили крупную группировку, состоявшую из батальонов бронетехники, артиллерии, коммандос и пехоты (среди них был и 2-й парашютный батальон, который в столкновениях не участвовал). К 19 октября все британские части были отозваны.

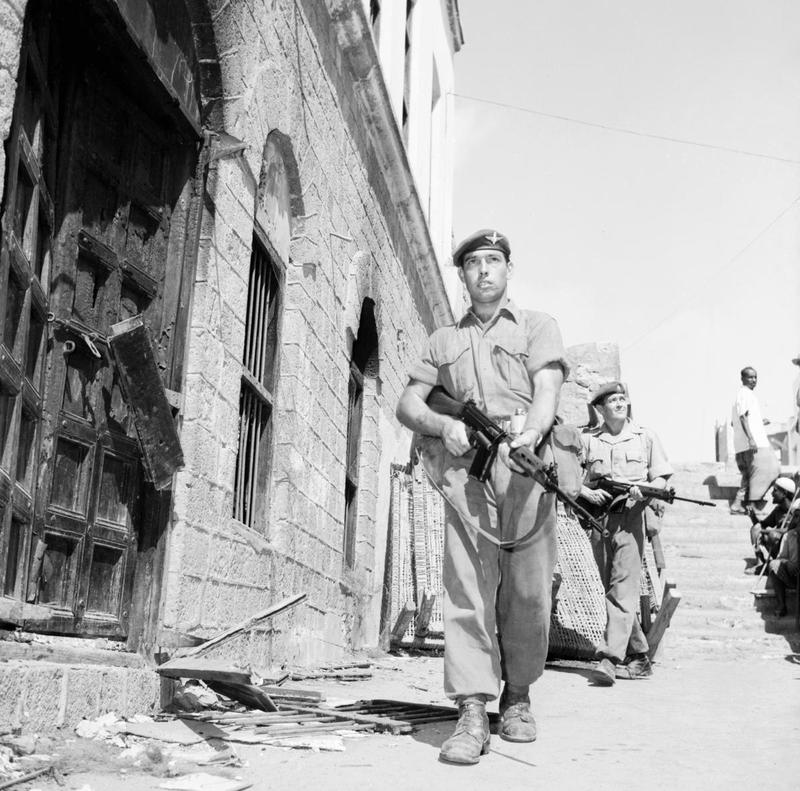
1-й батальон осуществляет патрулирование в Адене

В 1960 году Великобритания решила вывести свои войска из Адена, принадлежавшего к Федерации Южной Аравии: в 1968 году планировалось признать его независимость. Это решение привело к началу выступлений местных племён против регулярных войск. К 1963 году влияние коммунистов при поддержке Египта достигло своего пика, и начался политический кризис, с которым британцам пришлось справляться и поддерживать местное правительство. Британский контингент в Адене включал в себя роту 3-го парашютного батальона, а остальная часть батальона под командованием подполковника Энтони Фаррар-Хокли была отправлена в Аден для проведения операций в горах Радфан, в том числе захвата перевала Бкри в мае 1964 года. За захват перевала Фаррар-Хокли получил планку к ордену «За выдающиеся заслуги», два солдата батальона получили Военные кресты, один получил Воинскую медаль, ещё часть была упомянута в донесениях. К 1964 году к югу от Радфана в Адене начались нападения местных националистов на британских граждан. 1-й батальон был направлен на защиту британских служащих и их семей в районы Кратер и Хормаскер. В январе 1967 года батальон вернулся в Аден, чтобы обеспечить безопасный вывод британских войск. В июне в районах Адена Шейх-Отман и Аль-Мансура отряд под командованием подполковника Майкла Уолша провёл серию сражений, за что командир был удостоен ордена «За выдающиеся заслуги». Солдаты также были отмечены тремя Военными крестами и одной Воинской медалью, а также многочисленными упоминаниями в донесениях.
В 1965 году 2-й батальон Парашютного полка отправился в Сингапур для учений в условиях джунглей и с целью подготовки отражения вторжения индонезийских войск, которое готовил президент Сукарно. К марту батальон находился на малайзийско-индонезийской границе в Борнео и начал проводить 10-дневное патрулирование в джунглях. 27 апреля база роты B, находившаяся на вершине горы в деревне Пламам-Мапу и охраняемая штабной ротой, миномётной секцией и взводом новобранцев, подверглась нападению. 150 индонезийцев с гранатомётами, миномётами, ручными гранатами и пулемётами атаковали, спустившись с близлежащих холмов. Благодаря меткому огню индонезийцы уничтожили значительную часть защитников. Обороной руководил сержант-майор роты Джон Уильямс, который постоянно двигался по базе, уделяя внимание раненым, реорганизуя защитников для отражения атак и выпуская осветительные снаряды из двухдюймового миномёта. Индонезийцы прорвались за колючую проволоку и заняли позицию миномётчиков, однако Уильямс под огнём индонезийцев добрался до пулемёта, из которого обстреливал индонезийцев внутри периметра. Под прикрытием пулемётной очереди парашютисты контратаковали нападавших и выбили их с базы. Противник, обнаруживший позицию Уильямса, предпринял повторную атаку и обстрелял пулемётную позицию. Раненый и ослепший на один глаз Уильямс продолжал отстреливаться и помог отбить вторую атаку, а затем повёл в атаку патруль и уничтожил две группы индонезийских нападавших, штурмовавших базу.
За свои действия по обороне базы сержант-майор Уильямс получил медаль «За выдающееся поведение», а капрал Малкольм Бауэн был награждён Воинской медалью.

#### Северная Ирландия
Операция «Баннер» растянулась в Северной Ирландии на 38 лет, и дольше всего службу там нёс 2-й батальон Парашютного полка — дольше любого пехотного. С 1971 по 1996 годы батальон потерял 51 человека убитым за время службы в Северной Ирландии: первым стал сержант Майкл Уиллетс 3-го батальона. 24 мая 1971 года перед полицейским участком на Спрингфилд-Роуд в Белфасте был оставлен подозрительный чемодан, где находилась граната. Уиллетс немедленно открыл дверь, призвав гражданских лиц и полицейских укрыться и затем встал в дверном проёме, приняв на себя всю силу взрыва. Посмертно его наградили крестом Георга.
30 января 1972 года, известное как Кровавое воскресенье, стало скандальным днём в истории полка: 1-й батальон направился из Белфаста в Дерри для обеспечения порядка во время марша лиц, выступавших против пребывания британских войск в Северной Ирландии. Однако в самый разгар протестов солдаты Парашютного полка и других воинских частей открыли огонь по протестующим: 14 человек погибли (13 были убиты сразу, 1 умер от ран), 16 были ранены. Предварительное расследование, проведённое бароном Джоном Уиджери не установило состава преступления в действиях парашютистов, однако сразу же последовали ответные обвинения в подмене фактов и требования провести повторное расследование, коим занялся лорд Марк Сэвилл. После тщательного расследования он установил, что в действиях парашютистов был состав преступления: они расстреляли безоружных граждан и добили раненого мужчину. Также он установил, что солдаты попали под огонь от нескольких бойцов официальной ИРА, но не было ясно, кто всё-таки первым выстрелил. Были доказаны ошибочность и незаконность действий командного и рядового состава полка. На этот раз отчёт раскритиковали родственники солдат, обвинив Сэвилла в однобоком освещении событий, но в 2010 году в обращении к Палате общин премьер-министр Дэвид Кэмерон признал вину парашютистов в трагических событиях.
22 февраля 1972 года «временное» крыло Ирландской республиканской армии совершило теракт в Олдершоте в знак мести за массовый расстрел в Дерри. Заминированная машина взорвалась рядом со столовой 16-й парашютной бригады в Олдершоте: погибли католический священник и пять сотрудниц полевой кухни, 19 человек были ранены. Спустя 7 лет, 27 августа 1979 года прогремел ещё один теракт, когда в засаде у Уорренпойнте погибли 18 человек: 16 солдат 2-го батальона Парашютного полка и два солдата личного Её Величества полка горцев. Первые шесть парашютистов ехали в конвое из трёх автомобилей и погибли в результате взрыва грузовика, припаркованного ирландскими националистами у дороги. Затем ещё одна бомба взорвалась через 32 минуты у ближайшего дома: ирландцы прекрасно знали, как действуют военные после взрыва, и установили бомбу у ближайшего здания, которое могло бы стать командным пунктом британцев. Жертвами взрыва стали 10 парашютистов и два бойца полка хайлендеров, в том числе подполковник Дэвид Блэр, командир полка. Солдаты, полагавшие, что их атаковали силы ИРА, открыли огонь по узкому участку границы с Ирландией (расстояние 57 м), и в результате перестрелки погиб Майкл Хадсон, сын кучера Букингемского дворца, а его кузен Барри был ранен. Как выяснила Королевская полиция Ольстера, солдаты могли принять взрывы сдетонировавших в Land Rover боеприпасов за звук стрельбы из автоматического оружия со стороны границы. Парашютистам дали приказ не преследовать атаковавших на территории Ирландии, чтобы не устраивать скандал. Теракт в Уорренпойнте стал крупнейшими по числу погибших британских солдат за всё время конфликта в Северной Ирландии.

#### Фолклендская война

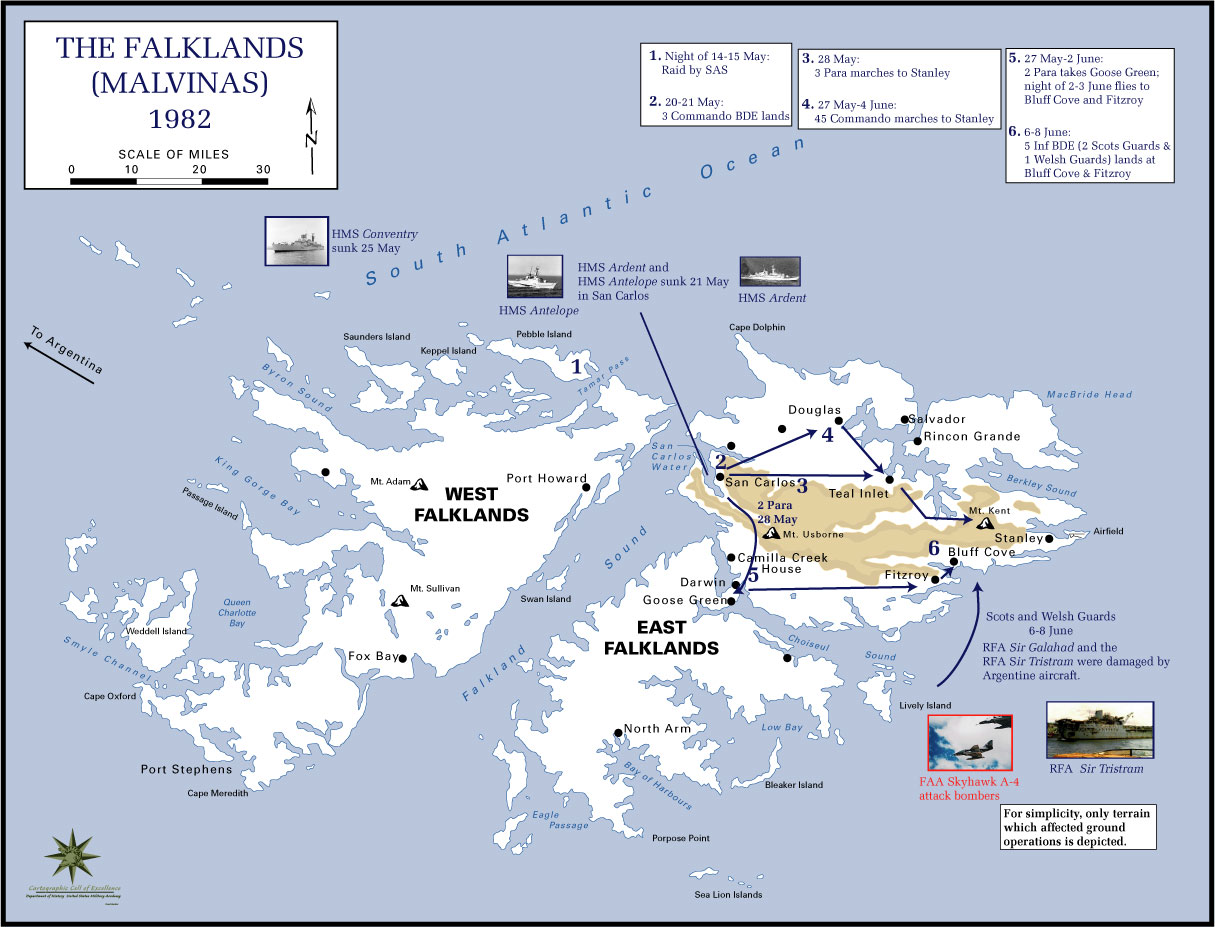
Действия британских войск на Фолклендских островах

2 апреля 1982 года со вторжением аргентинских войск на Фолклендские острова, Южную Георгию и Южные Сандвичевы Острова началась Фолклендская война. Премьер-министр Великобритании Маргарет Тэтчер объявила 3 апреля об отправке военно-морских сил для восстановления британского контроля над островами, а 20 апреля Министерство обороны Великобритании приказало британским войскам вернуть острова. Ответственность за освобождение островов взяли на себя 3-я бригада специального назначения, а также 2-й и 3-й батальоны Парашютного полка. 21 мая в 4:40 2-й батальон высадился на островах к югу от Сан-Карлоса на восточном побережье залива Сан-Карлос-Уотер. Батальон отправился на юг к Сассекским горам для прикрытия высадки. Днём войскам не оказали почти никакого сопротивления.
Сражение при Гуз-Грин состоялось 28 мая с участием 2-го батальона. После продолжительного сражения утром 29 мая в 9:30 аргентинцы капитулировали: батальон потерял 15 убитыми и 37 ранеными, а аргентинцы недосчитались 55 убитыми, 100 ранеными, ещё 1500 человек попали в плен. Подполковник Герберт Джонс был посмертно награждён Крестом Виктории; ещё один человек был награждён орденом «За выдающиеся заслуги», а два — медалями «За выдающееся поведение». А в ночь с 11 на 12 июня 3-й батальон участвовал в битве за гору Лонгдон — ключевой объект, откуда открывался вид в северо-западную сторону на столицу острова, Порт-Стэнли. В сражении погиб сержант Иан Маккей, бросившийся на пулемётное гнездо. Посмертно его наградили Крестом Виктории — это было второе и последнее подобное награждение Крестом Виктории за всю войну. Ещё один солдат батальона был награждён орденом «За выдающиеся заслуги», а два — медалями «За выдающееся поведение».
Последним сражением войны стала Битва за хребет Уайрлесс с участием 2-го батальона. Хребет был взят с минимальными потерями, аргентинская контратака была отбита. Под контролем аргентинцев оставалась только столица, Порт-Стэнли. 14 июня 1982 года генерал Менендес подписал акт о капитуляции аргентинских вооружённых сил. За войну батальоны потеряли 40 человек убитыми и 93 ранеными.

#### Балканы
В мае 1999 года британское правительство приняло решение отправить 17 400 человек в Косово под предлогом восстановления инфраструктуры после Косовской войны. К находившимся в Республике Македонии 5400 солдатам присоединились ещё 12 000. 6 июня того же года 5-я воздушно-десантная бригада, в составе которой находился 1-й парашютный батальон вместе с другими частями, была доставлена по воздуху в Македонию. 12 июня бригада встала в авангарде контингента KFOR, начавшего развёртывание в Косово в рамках операции «Joint Guardian». 1-й батальон вместе с другими подразделениями бригады закрепился на возвышенности, господствующей над дорогой Баце — Приштина. Обезопасив дорогу, они позволили войскам НАТО начать продвижение в глубь страны. 24 июня боевая группа 1-го батальона заняла Приштину. В первый же день парашютистам пришлось столкнуться с перестрелками, поджогами, убийствами, похищениями людей, пытками, избиениями и мародёрством, заниматься изъятием оружия у местного населения. Число преступлений потребовало привлечения к наведению порядка всех подразделений батальона, и к полудню резервов уже не осталось. Чтобы компенсировать эту нехватку сил, был спешно сформирован патруль из состава штаба батальона, включая капеллана.
В августе 2001 года 2-й батальон в течение 30 дней участвовал в операции «Богатый урожай» по разоружению Армии национального освобождения в Республике Македонии.

#### Сьерра-Леоне

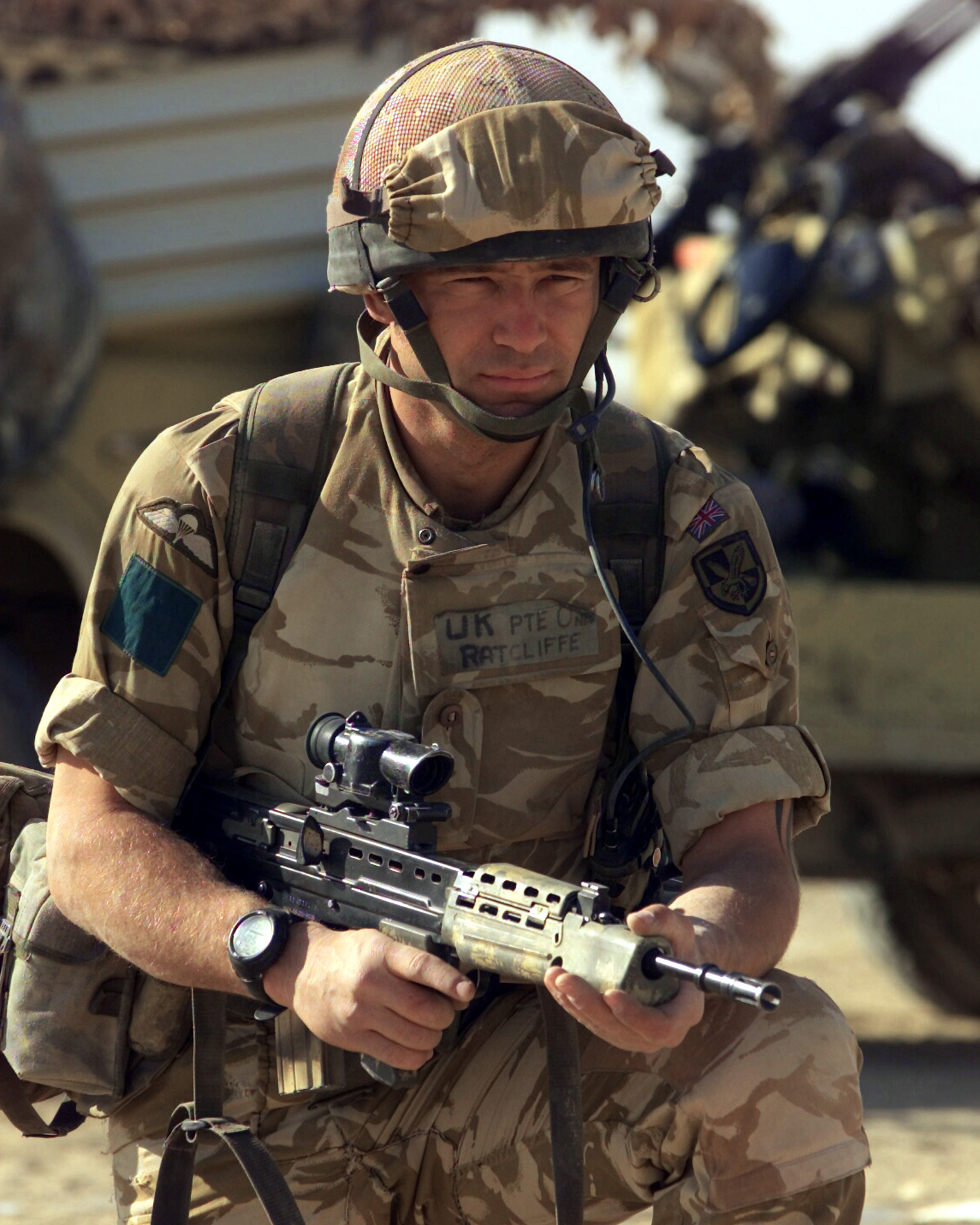
Солдат 3-го батальона Парашютного полка с автоматом L85A2 в Ираке.

В мае 2000 года началась операция «Паллайзер» по эвакуации граждан Британского Содружества и Евросоюза из Сьерра-Леоне: под угрозой захвата мятежниками оказалась столица страны, Фритаун. Для обеспечения безопасности были выдвинуты силы 1-го батальона (кроме роты A), рота D 2-го батальона и взвод авианаводчиков, а также части Особой воздушной службы, флота и авиации. Рота C 1-го батальона прибыла на самолёте C-130 Hercules и заняла передовую оперативную базу в аэропорте Лунги. 17 мая взвод авианаводчиков в деревне Лунги-Лол (19 км от аэропорта) ввязался в бой с повстанцами: в течение нескольких часов британцами были убиты 30 противников без потерь со своей стороны. К концу мая Парашютный полк уступил место 42 Commando и вернулся в Великобританию.
Британская армия согласилась заниматься обучением правительственных войск и осуществлять патрулирование с использованием пехоты и бронетехники, чтобы обеспечить безопасность в зонах расположения учебных баз. 25 августа этот отряд находился на базе Королевского ирландского полка: патруль численностью 12 человек на транспорте в холмах Оккра попал в окружение и вынужден был сдаться в плен банде «Парни Западного побережья». После переговоров были освобождены шесть человек, ещё шестерых спасли в ходе операции «Баррас», выполненной силами роты 1-го батальона и САС.

#### Ирак

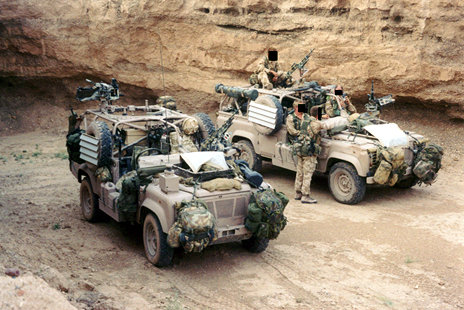
Бронетехника взвода авианаводчиков. Ирак, 2006 год.

В январе 2003 года 1-я бронетанковая дивизия, согласно заявлению правительства Великобритании, должна была отправиться в район Персидского залива для возможного участия в операциях в Ираке. В состав дивизии должны были войти 7-я бронетанковая бригада, 3-я бригада специального назначения и 16-я десантно-штурмовая бригада вместе с 1-м и 3-м батальонами Парашютного полка и 1-й батальон Королевского ирландского полка. 19 марта британские войска вошли на территорию Ирака: первой целью батальонов стал захват нефтяных вышек Румайла, далее они должны были направиться на север и занять главную дорогу на Басру. К концу месяца 3-й батальон вошёл в Басру без боя, а два других батальона пересекли Евфрат и заняли Эль-Курну. После завершения боевых действий 1-й батальон оккупировал провинцию Майсан и Эль-Амару, отряд меньше роты был отправлен в Багдад для охраны британского посольства. К июлю 16-я десантно-штурмовая бригада вернулась в Великобританию. Первым парашютистом, награждённым за время войны крестом «За выдающуюся отвагу» (24 июня 2003 года), стал сержант Гордон Робертсон, нёсший службу в Аль-Мажаре.

#### Афганистан

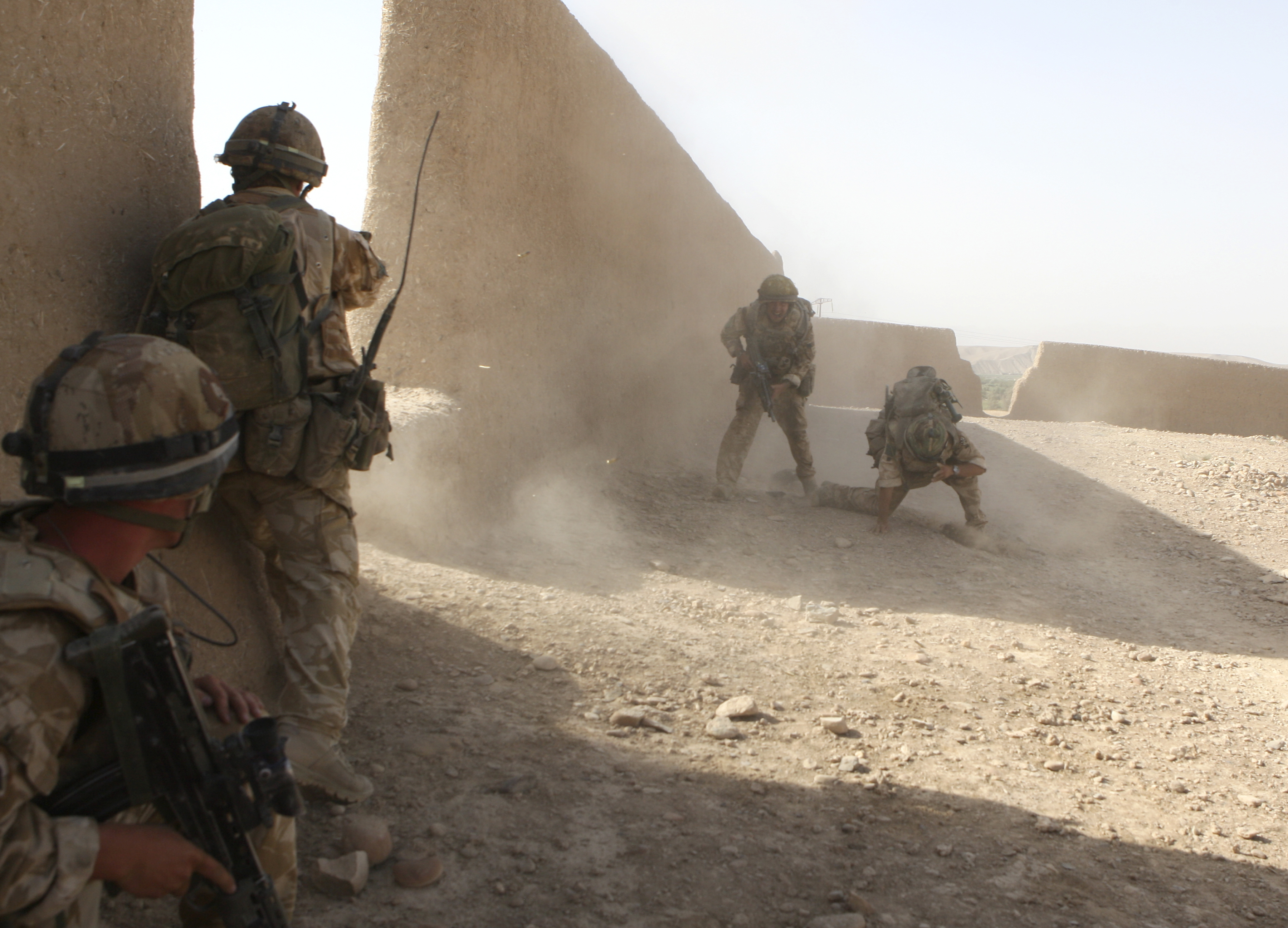
3-й парашютный батальон в провинции Гильменд

В мае 2006 года 3-й батальон в составе 16-й десантно-штурмовой бригады был отправлен в Афганистан для участия в операции «Херрик». В составе британского контингента численностью 3300 человек из Международных сил содействия безопасности, они были развёрнуты в провинции Гильменд на юге Афганистана. Не предполагая своего участия в боевых действиях, батальон оказался единственным пехотным подразделением в бригаде, которому довелось повоевать. Так уже в декабре того же года было объявлено о посмертном награждении капрала 3-го батальона Брайана Бадда Крестом Виктории за два подвига «вдохновляющего командования и величайшей доблести», совершённых в июле и августе в боях против Талибана. В том же году капрал Марк Райт был посмертно награждён Крестом Георга. Он погиб, подорвавшись на мине, когда отправился спасать раненого товарища на необозначенном минном поле.
С апреля по октябрь 2008 года бригада вновь действовала в Афганистане. Три парашютных батальона были усилены резервистами 4-го батальона. В октябре 2010 года 2-й и 3-й батальоны при поддержке 4-го батальона и 16-й десантно-штурмовой бригады в третий раз прибыли в Афганистан. 25 февраля 2015 года капрал Парашютного полка Джошуа Лики стал первым прижизненным кавалером Креста Виктории среди участников войны в Афганистане. 22 августа 2013 года патруль международных сил в Гильменде попал в засаду талибов. В критической ситуации младший капрал Лики быстро оценил обстановку, взял на себя инициативу, оказал первую помощь раненому американскому офицеру и под обстрелом противника организовал две пулемётных позиции, причём на второй сам вёл огонь. Это воодушевило его товарищей, и позволило атакованным продержаться с минимальными потерями до прибытия воздушной поддержки.

## Современность

### Текущая организация полка
Парашютный полк состоит из трёх батальонов регулярных войск (1-й, 2-й и 3-й) и 4-го батальона Армейского резерва. База 1-го батальона располагается в Сейнт-Атэне (Уэльс), сам батальон является частью Группы поддержки спецназа. Его бойцы постоянно совершенствуются в обращении с новыми видами оружия, средств связи и оттачивают боевую выучку. Все военнослужащие Парашютного полка время от времени проходят службу в Группе поддержки спецназа по принципу ротации, что обеспечивает распространение полученных там специальных воинских навыков в двух других регулярных батальонах. 2-й и 3-й батальоны образуют парашютную составляющую 16-й десантно-штурмовой бригады быстрого реагирования. Их база находится в гарнизоне Колчестера. Штаб 4-го резервного батальона находится в Падси, а штабы его рот — в Глазго, Ливерпуле и Лондоне.
2-й и 3-й батальоны Парашютного полка, раз в год сменяя друг друга по очереди, возглавляют Air Assault Task Force (AATF) с англ. — «Аэромобильную штурмовую оперативную группу», всегда готовую в кратчайшие сроки прибыть в либую точку мира и провести там полный спектр военных операций, от эвакуации гражданских лиц до собственно боевых действий. Например, в 2013 году 2-й батальон в составе AATF участвовал в учениях под кодовыми названиями «Боевой орёл» (англ. Exercise Active Eagle) и «Синий всадник» (англ. Exercise Blue Raider).
В вооружённых силах Великобритании по статусу Парашютный полк находится выше Королевских гуркхских стрелков, но ниже Королевского ирландского полка: так, на военных парадах парашютисты выходят после королевских ирландцев и перед гуркхами. В Даксфорде (Кембриджшир) находится в настоящее время Музей Парашютного полка и воздушно-десантных войск Великобритании, где представлены образцы вооружения парашютистов, награды отличившихся бойцов полка, униформа и фотографии разных лет.

### Отбор
Желающие служить в Парашютном полку приглашаются пройти ознакомительный «Испытательный курс парашютного полка» (англ. Parachute Regiment Assessment Course) в гарнизоне Каттерик в Северном Йоркшире. После трёхдневной серии испытаний физической подготовки прошедшие отбор направляются на 30-недельный учебный курс во 2-й учебный пехотный батальон в Пехотном учебном центре в Каттерике. В 2014 году впервые за 30 лет тренировка парашютистов была заснята на видео и опубликована. Из 34 запечатлённых участников только 8 прошли все испытания.
Рота «P» организует для новобранцев испытания направленные на проверку их физической подготовки, выносливости и работы в команде. По окончании этих испытаний участники проходят восемь отборочных тестов предваряющих вступление в Парашютный полк — в том числе, марш-бросок с носилками массой около 82 кг (180 фунтов) на дистанцию 8 км (5 миль), бег с препятствиями на 3,2 км (2 мили) и даже боксёрские поединки. Выдержавшие эти тесты получают право носить берет бордового цвета. Для службы в регулярных войсках отбираются мужчины в возрасте от 16 до 33, для службы в резервном 4-м батальоне — мужчины в возрасте от 18 до 40 лет. Женщины получили право служить в Парашютном полку и подразделениях коммандос Королевской морской пехоты с конца 2018 года, после отмены правительством Великобритании запрета для лиц женского пола занимать должности в подразделениях сухопутного ближнего боя.

### Парашютная подготовка
По окончании курса начальной подготовки и поступлении в батальон, новобранцев переводят на базу Королевских ВВС Брайз-Нортон, для прохождения начального парашютного курса. До 1995 года первый прыжок с парашютом всегда осуществлялся с заградительного аэростата, однако с тех пор все прыжки происходят с транспортных самолётов (как правило, Skyvan). Чтобы получить квалификацию военного парашютиста, новобранцу нужно совершить, как минимум, пять прыжков, причём два последних квалификационных — с борта C-130 Hercules.
Последний раз британский десант высаживался в составе целого батальона на парашютах прямо в бой во время Суэцкого кризиса в 1956 году, тем не менее этот метод всё ещё считается пригодным для развёртывания войск. Поначалу операции в Ираке и Афганистане принизили значение парашютных навыков; однако по мере вовлечения Британских войск в чрезвычайные операции, роль парашютизма вышла вновь на первый план. Подробности действий 1-го батальона неизвестны, поскольку правительство Великобритании не комментирует действия сил специального назначения. Однако по сообщениям британской прессы в 2010 году рота из Группы поддержки спецназа совершила десантирование прямо на поле боя в Афганистане.

## Снаряжение Парашютного полка

### Оружие
Оружие Парашютного полка во многом совпадает с вооружением основных частей британских вооружённых сил. В частности, на вооружении полка имеются:
Пистолеты
- SIG Sauer P226[198]
- Glock 17[199]

Гладкоствольное оружие
- L128A1 Combat Shotgun (модификация Benelli M4 Super 90 с прицелом Eotech 552)[199][200][201]

Пистолет-пулемёты
- HK MP5 и их различные модификации[202]

Винтовки и автоматы
- SA80 (под именем L85A2) и их модификации, в том числе SA80 A2 с прицелом SUSAT[199] и SA80 Mk2 с лазерными целеуказателями Mk3[203]
- Colt Canada C8 SFW (используется Взводом авианаводчиков)[204][205]
- Accuracy International AWM / L115A3[199] (с ноября 2007), с возможностью установки прицелов типа Schmidt & Bender 5-25×56 mm PM II LP/MILITARY MKII 5-25×56 0.1 mil[206][207]
- L129A1 (винтовка выиграла тендер в 2010 году)[199][208][209][210]

Пулемёты
- FN Minimi Para (под наименованиями L110A1 и L110A2)
- L7A2 (британская версия MAG 58)[199][207][211]
- L1A1 (модификация Browning M2)[199]

Артиллерия
- 81-мм миномёт[199]
- 40-мм гранатомёт HK GMG[199]
- ПТРК NLAW[199]
- ПТРК Javelin[199]

В прошлом на вооружении Парашютного полка были самозарядные винтовки L1A1, из которых и были расстреляны в Кровавое воскресенье 14 человек (позже несколько таких винтовок были захвачены в Сьерра-Леоне бандой «Парней Западного побережья» в качестве трофеев), и автоматические винтовки M16A1.

### Униформа
Униформа и снабжение современного солдата Парашютного полка соответствует единым стандартам вооружённых сил Великобритании. В частности, у каждого солдата есть специальный набор под названием «The Black Bag» (с англ. — «Чёрный мешок»), куда входят стерильно чистое бельё, которое можно носить несколько дней подряд, огнеупорная одежда для работы внутри бронетехники, боевая униформа типа PCS, система переноски оборудования PLCE (включает разгрузочный бронежилет с карманами, тактический пояс и серию рюкзаков) и водонепроницаемые носки. Образец парадной формы — униформа No.2.
Для защиты тела от пуль и осколков используются маскировочный бронежилет Osprey или облегчённый тактический бронежилет Virtus STV, а также шлем Virtus с прибором ночного видения, обеспечивающий защиту лица. Для связи используется радиопереговорное устройство PRR, обеспечивающее ведение переговоров между солдатами на коротких дистанциях. В прошлом в качестве камуфляжа Парашютного полка и иных британских воинских формирований на протяжении 40 лет использовался тип DPM, включавший ветронепроницаемые толстовку с капюшоном и брюки (так, арктический вариант использовался британскими парашютистами в Фолклендской войне), а в наши дни британскими вооружёнными силами используется тип камуфляжа MTP, принятый в 2009 году.

### Техника
Парашютисты совершают прыжки с использованием двух типов парашютов — основного тактического PX1 Mk 4 и запасного PR7 (в 1981 году пришёл на замену прежнему запасному парашюту типа X-Type Reserve Mk 2). Учебные прыжки совершаются с использованием парашютов Irvin Instructor. На учебном парашюте вытяжное кольцо находится слева на подвесной системе парашюта, на запасном парашюте PR7 — в верхней части ранца, что делает PR7 уникальным образцом парашюта. Использовавшийся в прошлом парашют X-Type считается одним из лучших парашютов мира: шёлковый купол диаметром 8,5 м и 28 нейлоновых строп, соединённых в четыре ряда, были ключевой частью надёжной и удобной подвесной системы, а отверстие в куполе шириной 55,8 см снижало колебания. Серьёзной проблемой, однако, считалось возможное намокание купола, из-за чего парашют мог раскрываться слишком медленно: при серьёзном намокании нередкими были смертельные исходы при прыжках с такими парашютами.
Парашютным полком Великобритании и 16-й десантно-штурмовой бригадой используются в настоящее время шестиколёсная платформа Supacat ATMP, обладающая вместимостью 8 человек и благодаря полой раме из алюминиевого сплава способная преодолевать водные преграды, и бронеавтомобиль Land Rover WMIK, на который могут устанавливаться различные единые пулемёты до 50-го калибра, ПТРК «Милан» и различные ЗРК. В частности, WMIK использовались Взводом авианаводчиков Парашютного полка в Македонии в 1999 году, в Ираке в 2003 году и в Афганистане в ходе разведывательных операций.

## Воинские почести
Согласно традициям Британской армии, отличившимся в различных военных кампаниях (преимущественно вышедшим победителями), полкам присваиваются воинские почести, что выражается в нанесении символического названия кампании на знамя полка. Следующие воинские почести присуждены Парашютному полку Великобритании:
- North West Europe 1942
  - Bruneval
- North Africa 1942-43
  - Oudna
  - Soudia
  - Djebel Azzag
  - Djebel Alliliga
  - El Hadjeba
  - Tamera
  - Dejebel Dahara
  - Kefel Debna
- Sicily 1943
  - Primosole Bridge
- Italy 1943-44
  - Taranto
  - Orsogna
- Greece 1944-45
  - Athens
- North West Europe 1944-45
  - Normandy Landing
  - Pegasus Bridge
  - Merville Battery
  - Breville
  - Dives Crossing
  - La Touques Crossing
  - Southern France
  - Arnhem
  - Ourthe
  - Rhine
- South Atlantic 1982
  - Falkland Islands
  - Goose Green
  - Mount Longdon
  - Wireless Ridge
- Iraq 2003
  - Al Basra

## Оценки
По мнению британского издания The Telegraph, успешное участие Парашютного полка во всех значимых вооружённых конфликтах с момента формирования по настоящее время ставит его в ряд самых лучших и наиболее известных воздушно-десантных подразделений мира.

## Комментарии
1. ↑  На военном жаргоне отделение именовалось Stick (с англ. — «серия авиабомб»), поскольку группа парашютистов, только что покинувшая самолёт, напоминала своими очертаниями серию авиабомб[16].
2. ↑  Эту эмблему, дизайн которой разработал майор Эдвард Сигоу[англ.], выбрал для своих бойцов генерал Фредерик Браунинг[12].
3. ↑  Группа поддержки спецназа создана на основе 1-го батальона Парашютного полка и включает в себя также ударную роту Королевской морской пехоты, ударный взвод и отделение Полка Королевских ВВС, а также передовых авианаводчиков и специалистов радиологической, ядерной, химической и биологической защиты[англ.][177].

### Книги
- Stephen E. Ambrose. Pegasus Bridge: D-Day: the Daring British Airborne Raid (англ.). — London: Pocket Books, 2003. — P. 233. — ISBN 978-0-7434-5068-3.
- Martin Brayley. The British Army 1939–45 (3): The Far East (англ.). — Oxford, England: Osprey Publishing, 2002. — (Men at Arms). — ISBN 1-84176-238-5.
- William F. Buckingham. D-Day The First 72 Hours (англ.). — Stroud, Gloucestershire: Tempus Publishing, 2005. — ISBN 0-7524-2842-X.
- Randolph Churchill, Martin Gilbert. Winston S. Churchill (англ.). — Boston, Massachusetts: Houghton Mifflin, 1988. — Vol. 3. — ISBN 0-395-13153-7.
- Gerard M. Devlin. Paratrooper — The Saga of Parachute And Glider Combat Troops During World War II (англ.). — London, England: Robson Books, 1979. — ISBN 0-312-59652-9.
- Andrew Dorman. Blair's successful war, British military intervention in Sierra Leone (англ.). — Farnham, Surrey: Ashgate Publishing, Ltd, 2009. — ISBN 978-0754672999.
- Major L.F. Ellis, Lieutenant-Colonel A.E. Warhurst. Victory in the West, Volume II: The Defeat of Germany (англ.). — London, England: Naval & Military Press Ltd, 2004. — (History of the Second World War United Kingdom Military Series). — ISBN 1-84574-059-9.
- Martin Evans. The Battle for Arnhem (англ.). — Andover, Hampshire: Pitkin, 1998. — ISBN 0-85372-888-7.
- E. M. Flanagan Jr. Airborne – A Combat History of American Airborne Forces (англ.). — New York, New York: The Random House Publishing Group, 2002. — ISBN 0-89141-688-9.
- Gregor Ferguson. The Paras 1940-84 (англ.). — Oxford, United Kingdom: Osprey Publishing, 1984. — (Volume 1 of Elite series). — ISBN 0-85045-573-1.
- John Dutton Frost. A Drop Too Many (англ.). — London, England: Cassell, 1980. — ISBN 0-85052-927-1.
- P.D. Griffin. Encyclopedia of Modern British Army Regiments (англ.). — Stroud, England: Sutton Publishing, 2006. — ISBN 0-7509-3929-X.
- Julie Guard. Airborne: World War II Paratroopers in Combat (англ.). — Oxford, England: Osprey Publishing, 2007. — ISBN 1-84603-196-6.
- Peter Harclerode. Wings of War – Airborne Warfare 1918–1945 (англ.). — London, England: Weidenfeld & Nicolson, 2005. — ISBN 0-304-36730-3.
- Toby Harnden. Bandit Country (англ.). — London, England: Hodder & Stoughton, 1999. — ISBN 0-340-71736-X.
- Robert Kershaw. It Never Snows in September (англ.). — Hinckley, Leicestershire: Ian Allan Publishing, 1990. — ISBN 0-7110-2167-8.
- Robert Kershaw. D-Day Piercing the Atlantic Wall (англ.). — Hersham, Surrey: Ian Allen Publishing, 2008. — ISBN 978-0-7110-3323-8.
- Airborne Assault: Stories of men who go to war from the air: Museum Booklet (англ.) / edited by Robert J Kershaw. — Parachute Regiment and Airborne Forces Museum, 2008.
- Martin Middlebrook. Arnhem 1944: The Airborne Battle (англ.). — New York, New York: Viking, 1994. — ISBN 0-670-83546-3.
- Timothy Robert Moreman. British Commandos 1940–46 (англ.). — Oxford, England: Osprey Publishing, 2006. — ISBN 1-84176-986-X.
- Leigh Neville. Guns of Special Forces 2001—2015 (англ.). — Pen & Sword Books Limited, 2016. — ISBN 1473821061.
- Alfred Nigl. Silent wings Savage death (англ.). — St Anna, California: Graphic Publishers, 2007. — ISBN 1-882824-31-8.
- G.G. Norton. The Red Devils, the story of the British Airborne Forces (англ.). — London, England: Pan Books, 1973. — ISBN 0-09-957400-4.
- Lieutenant-Colonel T.B.H. Otway. The Second World War 1939–1945 Army — Airborne Forces (англ.). — London, England: Imperial War Museum, 1990. — ISBN 0-901627-57-7.
- David Reynolds. Paras: An Illustrated History of Britain's Airborne Forces (англ.). — Stroud, United Kingdom: Sutton Publishing, 1998. — ISBN 0-7509-2059-9.
- Gordon Rottman, Peter Dennis. World War II Airborne Warfare Tactics Volume 136 of Elite Series (англ.). — Oxford, England: Osprey Publishing, 2006. — ISBN 1-84176-953-3.
- Mike Ryan. Secret Operations of the SAS (англ.). — Minneapolis, Minnesota: Zenith Imprint, 2003. — ISBN 0-7603-1414-4.
- James Shortt, Angus McBride. The Special Air Service (англ.). — Oxford, England: Osprey Publishing, 1981. — ISBN 0-85045-396-8.
- Frank Steer. Battleground Europe — Market Garden. Arnhem — The Bridge (англ.). — Barnsley, Yorkshire: Leo Cooper, 2003. — ISBN 0-85052-939-5.
- Derek Varble. The Suez Crisis :  [англ.]. — New York, New York : The Rosen Publishing Group, 2008. — ISBN 9781435874978.
- John Waddy. A Tour of the Arnhem Battlefields :  [англ.]. — Barnsley, Yorkshire : Pen & Sword Books Limited, 1999. — ISBN 0-85052-571-3.
- John Weeks. Assault from the sky: a history of airborne warfare :  [англ.]. — New York, New York : Putnam, 1978. — ISBN 0-7153-7564-4.
- Graham Watson, Richard A. Rinaldi. The British Army in Germany: An Organizational History 1947-2004 :  [англ.]. — Newport Beach, California : Tiger Lily Publications LLC, 2005. — ISBN 0-9720296-9-9.
- James Mrazek. Airborne Combat: Axis and Allied Glider Operations in World War II (англ.). — Mechanicsburg, Pennsylvania: Stackpole Books, 2011. — (Military History Series). — ISBN 0-8117-0808-X.
- Mitcham, Samuel W. The Battle of Sicily: How the Allies Lost Their Chance for Total Victory :  [англ.] / Samuel W Mitcham, Von Stauffenberg. — Mechanicsburg, Pennsylvania : Stackpole Books, 2007. — (Military History Series). — ISBN 0-8117-3403-X.
- Reynolds, David. Paras: An Illustrated History of Britain's Airborne Forces :  [англ.]. — Stroud, UK : Sutton Publishing, 1998. — ISBN 0-7509-2059-9.
- Cole, Howard N. On Wings of Healing : the Story of the Airborne Medical Services 1940–1960. — Edinburgh : William Blackwood, 1963. — OCLC 29847628.
- Will Fowler. Pegasus Bridge: Benouville D-Day 1944 (англ.). — Oxford, UK: Osprey Publishing, 2010. — 64 p. — (Raid). — ISBN 1-84603-848-0.
- Barber, Neil. The Day the Devils Dropped In : The 9th Parachute Battalion in Normandy :  [англ.]. — UK : Pen and Sword, 2002. — P. 224. — ISBN 978-1-84415-045-8.

### Статьи
- Cmdt O.E.F. Baker, DWD. The Grenade with Instant Fame (англ.) // Military History Journal. — SA: The South African Military History Society, 1982. — June (vol. 5). — ISSN 0026-4016.
- Special Relationships and Regiments (англ.). The Prince of Wales. Архивировано из оригинала 13 июля 2017 года.
- Life as a paratrooper (англ.). BBC News (23 августа 2001). Дата обращения: 12 июня 2018.
- Memorial service : General Sir Charles Harrington (недоступная ссылка) : [арх. 29.06.2011] :  [англ.]. — L. : The Times, 2007. — 25 April. — Дата обращения: 12.06.2018.
- Max Arthur. The Paras at war : Inside the most elite fighting unit in the world :  [англ.]. — The Telegraph, 2017. — 29 October. — Дата обращения: 12.06.2018. (Required subscription.)
- Step Cockroft. Have you got what it takes to earn the maroon beret? Cameras go inside the British Army's Parachute Regiment for the first time in 30 years to reveal how tough the elite 28-week training course is :  [англ.]. — Daily Mail, 2014. — 16 October. — Дата обращения: 12.06.2018.
- The Parachute Regiment (недоступная ссылка) : [арх. 21.02.2011] :  [англ.]. — Ministry of Defence. — Дата обращения: 12.06.2018.
- Parachute Regiment History (недоступная ссылка) : [арх. 29.06.2011] :  [англ.]. — Ministry of Defence. — Дата обращения: 12.06.2018.
- Special Forces Support Group forms in Wales (недоступная ссылка) : [арх. 24.04.2006] :  [англ.]. — Ministry of Defence, 2006. — 20 April. — Дата обращения: 12.06.2018.
- 16 Air Assault Brigade (недоступная ссылка) : [арх. 02.03.2011] :  [англ.]. — Ministry of Defence. — Дата обращения: 12.06.2018.
- 1 PARA (недоступная ссылка) : [арх. 27.12.2011] :  [англ.]. — Ministry of Defence, 2011. — Дата обращения: 12.06.2018.
- 2 PARA (недоступная ссылка) : [арх. 27.12.2011] :  [англ.]. — Ministry of Defence, 2011. — Дата обращения: 12.06.2018.
- 3 PARA (недоступная ссылка) : [арх. 27.12.2011] :  [англ.]. — Ministry of Defence, 2011. — Дата обращения: 12.06.2018.
- 4 PARA (недоступная ссылка) : [арх. 27.12.2011] :  [англ.]. — Ministry of Defence, 2011. — Дата обращения: 12.06.2018.
- 2nd Infantry Training Battalion (недоступная ссылка) : [арх. 29.06.2013] :  [англ.]. — Ministry of Defence, 2013. — Дата обращения: 12.06.2018.
- Soldier Recruiting (недоступная ссылка) : [арх. 27.12.2011] :  [англ.]. — Ministry of Defence. — Дата обращения: 12.06.2018.
- PARA Brochure (недоступная ссылка) : [арх. 02.06.2010] :  [англ.]. — Ministry of Defence, 2010. — Дата обращения: 12.06.2018.
- The Journal of the Parachute Regiment And Airborne Force (недоступная ссылка) : [арх. 05.04.2011] :  [англ.]. — Ministry of Defence. — Дата обращения: 12.06.2018.
- Paratrooper :  [англ.]. — Ministry of Defence. — Дата обращения: 12.06.2018.
- Special Forces :  [англ.] // www.parliament.uk. — Hansard, 2002. — 14 January. — Дата обращения: 12.06.2018.
- Parachute Training :  [англ.] // www.parliament.uk. — Hansard, 2002. — 1 May. — Дата обращения: 12.06.2018.
- Parachute Battalion (Deployment) :  [англ.] // www.parliament.uk. — Hansard, 2004. — 2 December. — Дата обращения: 12.06.2018.
- Army : Manpower :  [англ.] // www.parliament.uk. — Hansard, 2007. — 12 November. — Дата обращения: 12.06.2018.
- Armed Forces paratroopers :  [англ.] // www.parliament.uk. — Hansard, 2008. — 13 October. — Дата обращения: 12.06.2018.
- British paratroopers jump into action for first time in fifty years (англ.). Daily Mirror (27 декабря 2010). Дата обращения: 12 июня 2018.
- Active Eagle puts Paras through their paces : From helicopter assaults to dealing with public disturbances, the British Army's rapid reaction force is ready for action :  [англ.] // GOV.UK. — 2013. — 8 October. — Дата обращения: 22.06.2018.
- Ban on women in ground close combat roles lifted : Women to be allowed to serve on the front line in ground close combat roles for the first time :  [англ.] // GOV.UK. — 2016. — 8 July. — Дата обращения: 12.06.2018.
- Greece (Operation Manna) (англ.). Paradata (2010). Дата обращения: 19 июня 2018.
- Telegraph style book. The Services (англ.). The Daily Telegraph (23 января 2018). — The official guide to house style for The Daily Telegraph. Дата обращения: 22 июня 2018.